# Deutscher Bundestag

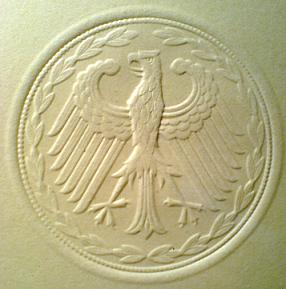
Großes Bundessiegel der Bundesrepublik Deutschland als Siegel des Präsidenten des Bundestages

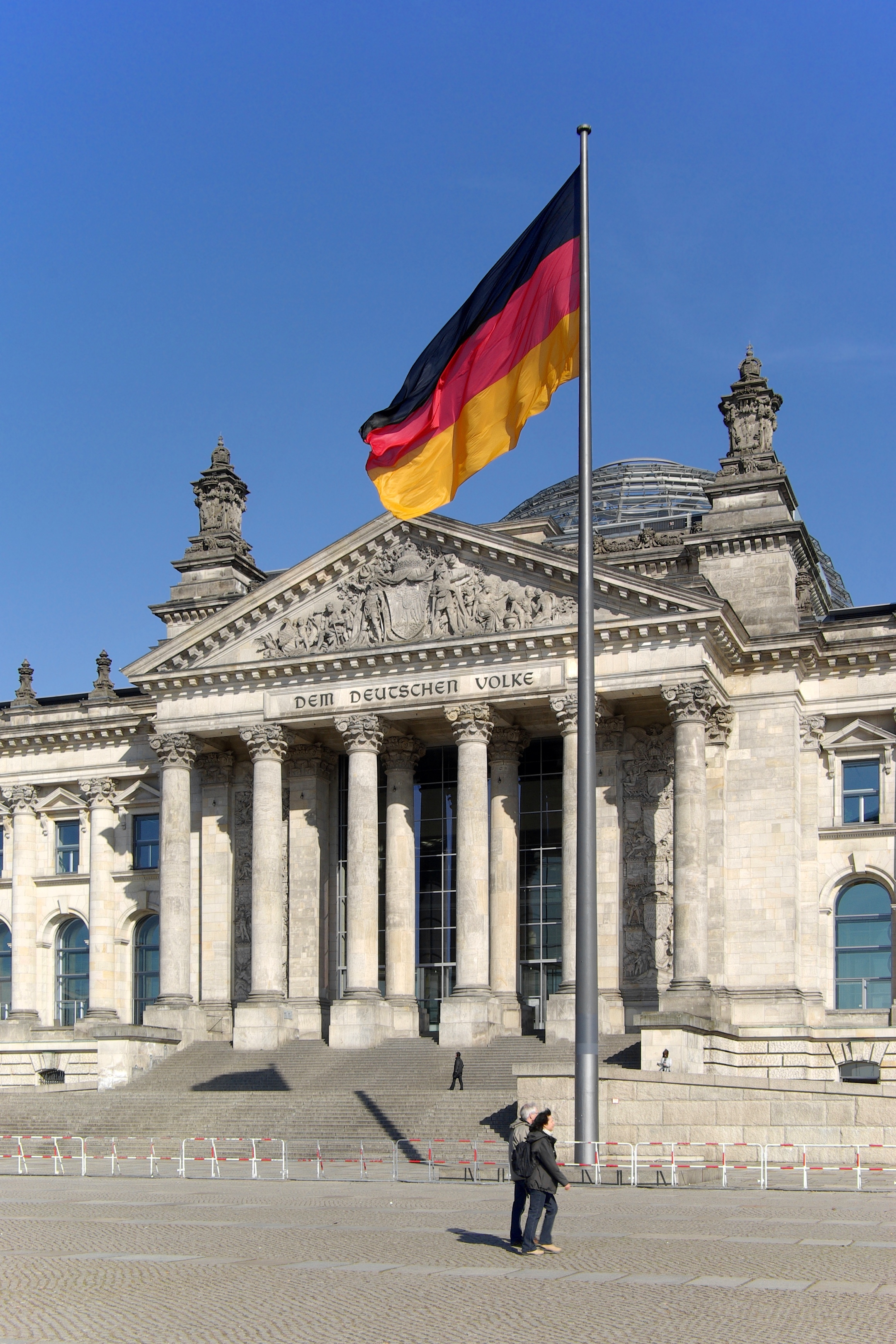
Flagge der Einheit vor dem Sitz des Deutschen Bundestages im Reichstagsgebäude in Berlin, als Denkmal am 3. Oktober 1990 gehisst

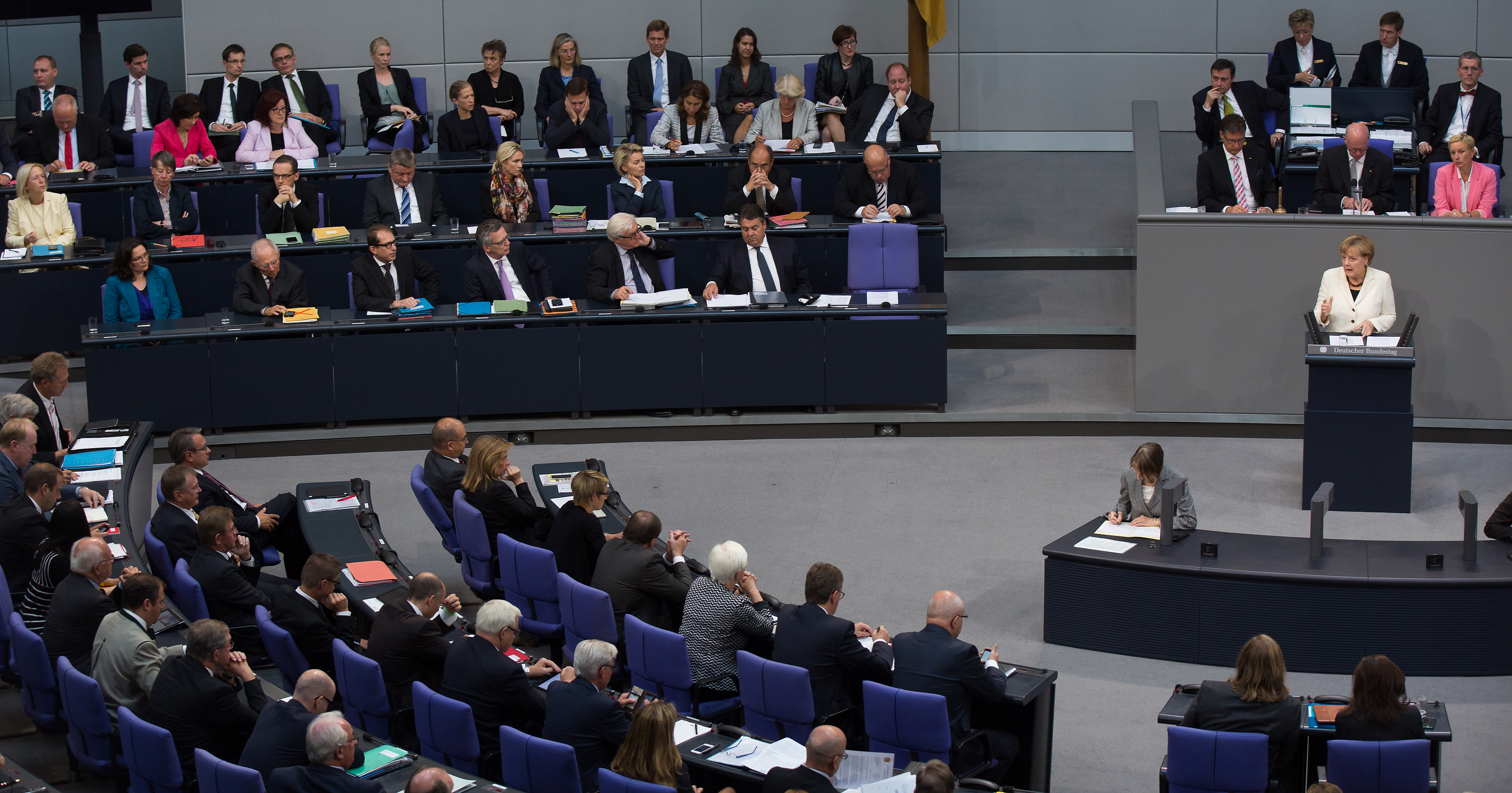
Damalige Bundeskanzlerin Angela Merkel bei einer Debatte im Plenarsaal des Deutschen Bundestages, links die Bank der Bundesregierung, 2014

Der Deutsche Bundestag (Abkürzung BT) ist die gewählte Volksvertretung sowie als Parlament das gesetzgebende Organ der Bundesrepublik Deutschland. Der Deutsche Bundestag hat seinen Sitz in Berlin. Im politischen System Deutschlands wird der Deutsche Bundestag als einziges Verfassungsorgan des Bundes unmittelbar vom Staatsvolk der deutschen Staatsbürger gewählt. Als Repräsentationsorgan handelt der Bundestag bei Wahrnehmung seiner Aufgaben aus eigenem Recht, nicht kraft Delegation, Auftrags oder ihm von dritter Seite erteilter Vertretungsmacht. Die Entscheidungen, die er trifft, werden dem deutschen Volk – wie die Entscheidungen der übrigen Staatsorgane – zugerechnet; „der Wille des Parlaments gilt als (hypothetischer) Volkswille“.
Die gesetzliche Anzahl seiner das ganze Volk vertretenden Mitglieder beträgt 630. Durch die Wahlrechtsreform vom 17. März 2023 kam es zu einer Fixierung auf diese Zahl, nachdem die zuletzt gültigen Regeln durch Überhang- und Ausgleichsmandaten zu unterschiedlichen Gesamtzahlen der Abgeordneten führten.
Eine Legislaturperiode des Bundestages endet grundsätzlich nach vier Jahren oder davor durch Auflösung. Die Mitglieder des Deutschen Bundestages (MdB), die ihre Wirkungsstätte auch Hohes Haus nennen, können sich zu Fraktionen oder Gruppen zusammenschließen und genießen damit einen besonderen Verfahrens- und Organisationsstatus. Dem Bundestag steht der Präsident des Deutschen Bundestages (kurz: Bundestagspräsident) vor, der zugleich den Vorsitz in der Bundesversammlung und im Gemeinsamen Ausschuss führt. Aktuelle Bundestagspräsidentin ist Julia Klöckner (CDU).
Als Vizepräsidenten und Stellvertreter des Präsidenten sind Andrea Lindholz (CSU), Josephine Ortleb (SPD), Omid Nouripour (Grüne) und Bodo Ramelow (Linke) gewählt. Der Alterspräsident, 2025 war dies Gregor Gysi (Linke), leitet gemäß Geschäftsordnung die erste Sitzung des Deutschen Bundestages zum Beginn einer neuen Legislaturperiode.
Der Bundestag hat eine Vielzahl von Aufgaben: Er hat die Gesetzgebungsfunktion, das heißt, er schafft das Bundesrecht und ändert das Grundgesetz, die Verfassung. Hierbei bedarf es häufig der Mitwirkung des Bundesrates, eines selbständigen Verfassungsorgans, das Aufgaben vergleichbar mit denen einer Zweiten Parlamentskammer (international üblicherweise als Oberhaus eingeordnet) hat. Der Bundestag genehmigt Verträge mit anderen Staaten und Organisationen (internationale Verträge) und beschließt den Bundeshaushaltsplan. Im Rahmen seiner Kreationsfunktion wählt er unter anderem mit absoluter Mehrheit den Regierungschef (Bundeskanzler) und wirkt mit bei der Wahl des Staatsoberhauptes (Bundespräsident), der Bundesrichter und anderer wichtiger Bundesorgane. Der Bundestag übt die parlamentarische Kontrolle gegenüber der Regierung und der Exekutive des Bundes aus, er kontrolliert auch den Einsatz der Bundeswehr. Politisch bedeutsam ist die Öffentlichkeitsfunktion, wonach der Bundestag die Aufgabe hat, die Wünsche des Volkes auszudrücken und es umgekehrt zu informieren.
Der Deutsche Bundestag hat seinen Sitz seit 1999 im Reichstagsgebäude im Berliner Bezirk Mitte. Daneben unterhält er noch eine Reihe weiterer Funktionsgebäude zur Unterstützung der parlamentarischen Arbeit. Das Reichstagsgebäude wird von der Polizei beim Deutschen Bundestag geschützt, die dem Bundestagspräsidenten untersteht.

## Plenarsaal

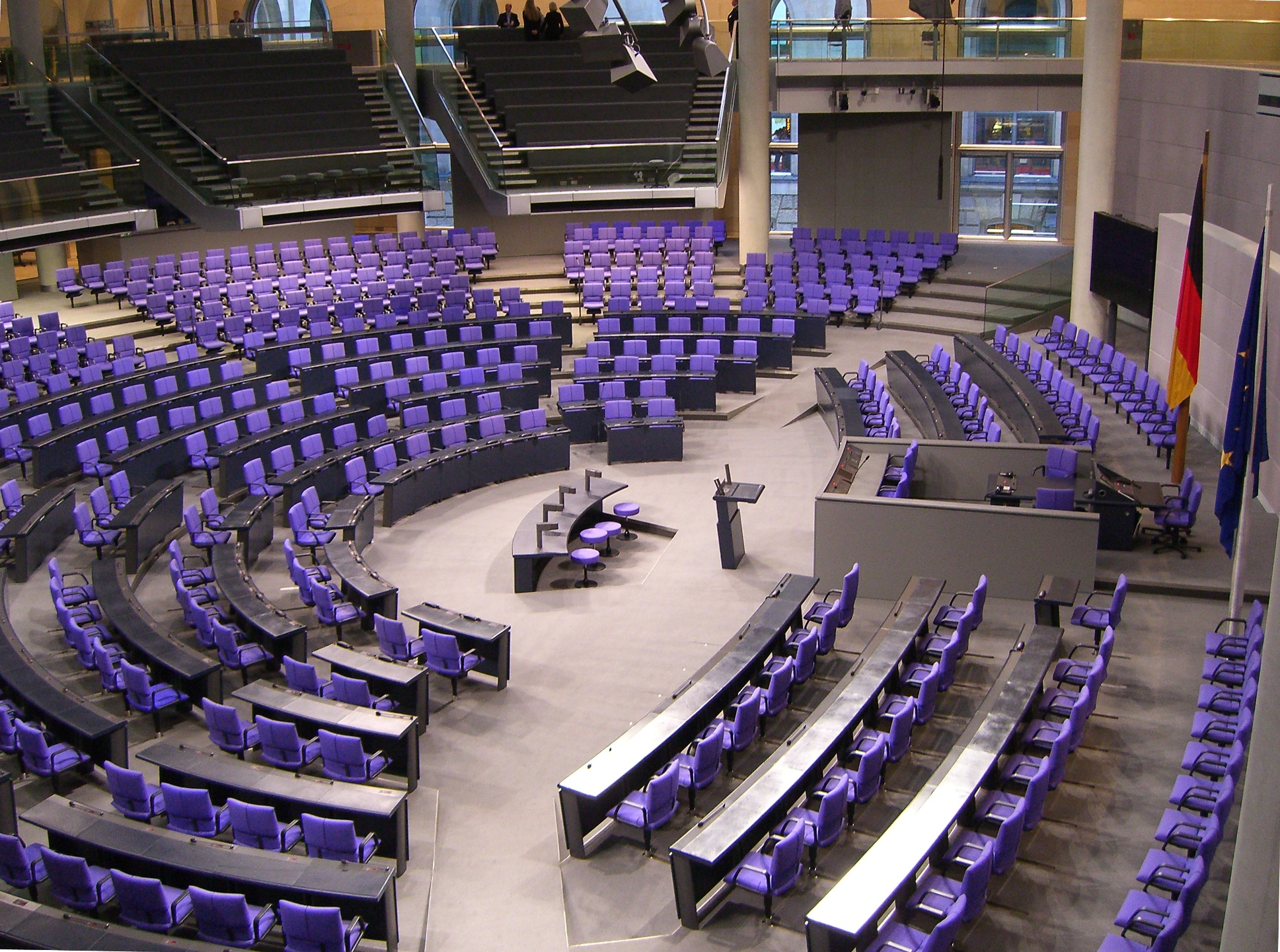
Plenarsaal des Deutschen Bundestages

Der Plenarsaal, in dem neben dem Deutschen Bundestag auch die Bundesversammlung tagt, ist der größte Versammlungssaal im Reichstagsgebäude.
In der Mitte der Stirnseite befindet sich der Sitzungsvorstand mit dem Bundestagspräsidenten bzw. seinem Vertreter und zwei Schriftführern, dahinter der Direktor beim Deutschen Bundestag und die Mitarbeiter des Plenarassistenzdienstes. Vom Sitzungsvorstand aus auf der linken Stirnseite befinden sich der Sitz des Wehrbeauftragten und die Bundesratsbank, auf der rechten Seite die Regierungsbank. Der jeweils dem Präsidium nächstgelegene Platz ist dem Bundeskanzler und dem Bundesratspräsidenten vorbehalten. Meist folgen nach links der Vizekanzler und die übrigen Bundesminister in der zu Beginn der Legislatur per Organisationserlass festgelegten Kabinettsreihenfolge. Der Chef des Bundeskanzleramts als Bundesminister für besondere Aufgaben nimmt in der Regel hinter dem Bundeskanzler Platz. Die Bundesminister können auf ihren Plätzen jeweils durch ihre parlamentarischen Staatssekretäre vertreten werden. In der letzten Reihe sitzen in der Regel Mitarbeiter der Kabinett- und Parlamentsreferate aus den Bundesministerien. Nach rechts können, je nach Angelegenheit, alle Ministerpräsidenten und Minister der Bundesländer sowie Staatssekretäre der Länder mit Kabinettsrang folgen. Dabei gibt es keine besonderen Regeln über Anzahl oder Reihenfolge.
Hinter dem Pult des Präsidiums stehen die Bundes- und die Europaflagge unter dem großen, 2,5 Tonnen schweren Bundestagsadler (die „Fette Henne“). Bei der Bundesflagge handelt es sich um eine Nachbildung der Hauptfahne des im sogenannten Vormärz die Forderungen nach Einheit und Freiheit demonstrierenden Hambacher Festes von 1832, bei der der dritte Streifen aus Goldlurex besteht. Sie wurde dem Deutschen Bundestag 1949 von der Regierung des Landes Nordrhein-Westfalen anlässlich des ersten Zusammentretens des Parlaments in Bonn geschenkt und 1999 während der parlamentarischen Sommerpause erneuert. Den Mittelpunkt des Plenarsaals bildet das Rednerpult. Vor dem Redner sitzen die Stenografen und die Mitglieder des Bundestages.
Sitzordnung im Deutschen Bundestag: Der Präsident sieht vor sich das Plenum. Von ihm aus rechts im Halbkreis sitzen die Abgeordneten der AfD. Daneben sitzen die Abgeordneten der CDU/CSU und anschließend mittig die FDP. Links-mittig sitzt die Fraktion von Bündnis 90/Die Grünen und in der linken Hälfte des Plenums hat die SPD-Fraktion ihren Platz. Obwohl die Grünen in ihrer Anfangszeit als „linker“ als die SPD betrachtet wurden, bestand die SPD 1983 darauf, dass links von ihr keine Fraktion sitzen darf. Bei dieser Aufteilung blieb es bis zur Wiedervereinigung. Seither sitzen ganz links außen die Abgeordneten der Partei Die Linke, da beim Einzug der damaligen PDS 1990 die SPD nicht mehr auf ihren äußeren Platz bestand. Über den Abgeordneten sitzen auf eigenen Tribünen Besucher des Bundestages. Sie dürfen keine Zustimmungs- oder Missfallensbekundungen äußern; sie können bei einem Verstoß des Saales verwiesen werden.
Hinter den Bänken von Bundesregierung und Bundesrat befinden sich Tafeln, die mit Leuchtbuchstaben den gerade aktuellen Tagesordnungspunkt anzeigen. Ebenso wird mit einem grünen „F“ signalisiert, wenn das Fernsehen überträgt. Acht Kameras sind an unterschiedlichen Positionen im Plenarsaal fest installiert, die von der Regie des Parlamentsfernsehens ferngesteuert werden und welche dem Deutschen Bundestag aufgrund des begrenzten Sitzplatzkontingents von wenigen hundert Zuschauern auf den Tribünen helfen, der Öffentlichkeit die demokratischen Entscheidungen des Bundestages gemäß Art. 42 GG transparent und sichtbar zu machen. Die Stühle im Deutschen Bundestag werden nach einer Bundestagswahl nach Fraktionen geordnet fest installiert. Der Plenarsaal wird durch ein Spiegelsystem, welches Tageslicht von der Kuppel in den Saal umleitet, zusätzlich erhellt.

## Mandatsvergabe

Verhältniswahl bei der Wahl zum Deutschen Bundestag

Nach den Wahlrechtsgrundsätzen der personalisierten Verhältniswahl werden Vertreter des Volkes in allgemeiner, unmittelbarer, freier, gleicher und geheimer Wahl in 299 Wahlkreisen und von 16 Landeslisten gewählt. Sie erhalten durch die Wahl ein sogenanntes Mandat, den politischen Vertretungsauftrag, den das Wahlvolk dem Mitglied des legislativen Gremiums erteilt. Die Mandatsträger nennt man auch Abgeordnete, die offizielle Bezeichnung lautet Mitglied des Deutschen Bundestages.
Der Wähler gibt bei der deutschen Bundestagswahl zwei Stimmen ab: Mit der Erststimme (auf der linken Seite, siehe Grafik; auch Wahlkreisstimme) wird ein Direktkandidat in seinem Wahlkreis gewählt. Der Kandidat zieht direkt in das Parlament ein, wenn er die relative Mehrheit der Stimmen erreicht hat und sein Mandat durch die von der Partei erzielten Zweitstimmen gedeckt ist (Zweitstimmendeckung). Die Zweitstimme wird mit einem Kreuz auf der rechten Seite des amtlichen Stimmzettels abgegeben, wobei die Direktkandidaten und die Landesliste der Parteien anders als in der Grafik immer in der gleichen Zeile stehen. Bei einigen Landtagswahlen findet sich ein ähnliches Wahlsystem, andere, wie zum Beispiel in Bayern, verrechnen Erst- und Zweitstimmen anders. Aus dem Anteil der Zweitstimmen errechnet sich die Zahl der Sitze, die einer Partei insgesamt und in jedem einzelnen Land zustehen.
Die gesetzliche Anzahl der Mitglieder des Bundestages beläuft sich seit 2024 auf 630. Für die Verteilung der Sitze ist das Zweitstimmenergebnis entscheidend. Bei der Verteilung werden zunächst die Abgeordneten berücksichtigt, die anhand des Erststimmenergebnisses das Mandat in ihrem Wahlkreis direkt errungen haben – es wird auch von Direktmandat gesprochen – so weit diese durch das Zweitstimmenergebnis gedeckt sind. Die übrigen Sitze werden an Kandidaten auf den vorher festgelegten Landeslisten der Parteien vergeben. Hierbei wird eine Partei nur berücksichtigt, wenn sie mindestens fünf Prozent der abgegebenen Zweitstimmen oder mindestens drei Direktmandate erhalten hat. Erfolgreiche Direktbewerber werden seit 2024 nur noch berücksichtigt, wenn ihre Mandate durch den Zweitstimmenanteil der Landesliste gedeckt sind, es gibt also keine Überhangmandate mehr. Damit entfällt auch die Notwendigkeit von Ausgleichsmandaten. Sollte ein parteiloser Bewerber erfolgreich sein, der auf keiner Landesliste einer Partei steht, erhält er das Direktmandat, die von seinen Wählern vergebenen Zweitstimmen verfallen.
Das System der personalisierten Verhältniswahl ermöglicht dem Wähler, einerseits für die von ihm präferierte politische Partei zu stimmen, andererseits eine davon unabhängige Wahl eines Abgeordnetenkandidaten seines Wahlkreises vorzunehmen. Die Wahlprüfung übernimmt nach Art. 41 GG der Bundestag selbst, er entscheidet auch, ob ein Abgeordneter sein Mandat verloren hat und die Verletzung von Rechten bei der Vorbereitung oder Durchführung der Wahl (§ 1 des Wahlprüfungsgesetzes). Die Entscheidung des Plenums wird vom Wahlprüfungsausschuss vorbereitet. Jeder Wahlberechtigte kann innerhalb von zwei Monaten nach dem Wahltag Einspruch gegen die Wahl einlegen und so die Vorbereitung und Durchführung der Wahl auf ihre Rechtmäßigkeit überprüfen lassen. Gegen die Entscheidung des Bundestages kann beim Bundesverfassungsgericht Wahlprüfungsbeschwerde erhoben werden. Der Bundestag tritt spätestens am dreißigsten Tage nach der Wahl zusammen (Art. 39 Abs. 2 GG).

## Repräsentationsprinzip und Selbstauflösung
Dem Grundgesetz liegt das Prinzip der repräsentativen Demokratie zugrunde, nach dem dem Parlament eine zentrale Rolle in der Staatsorganisation zukommt. Das Volk als Souverän konzentriert damit die personellen und gestaltenden Aufgaben der Staatsgewalt auf die gewählte Volksvertretung und verzichtet im Weiteren auf direkte Entscheidung solcher Fragen. Andere Organe des Bundes werden nicht vom Volk gewählt, plebiszitäre Abstimmungen wären grundsätzlich in Art. 20 GG vorgesehen. Das Parlament ist damit das einzig unmittelbar gewählte Staatsorgan.
Der Bundestag kann sich nicht selbst auflösen. Unter anderem mit Verweis auf die schlechte Erfahrung häufiger Parlamentsauflösungen und Regierungswechsel in der Weimarer Republik ist bei der Entstehung des Grundgesetzes ein solches Recht verworfen worden. Im Verfassungsverständnis des Grundgesetzes wird Demokratie vor allem als zeitlich begrenzte Machtausübung angesehen; Art. 20 und Art. 39 GG haben in diesem Zusammenhang eine normative Dimension, die die Auslegung anderer Verfassungsregeln, die politische Krisen betreffen, beeinflusst, etwa zur Vertrauensfrage, zum Gesetzgebungsnotstand oder zur Notstandsverfassung. Aus demselben Grund dürfen andere Verfassungsorgane nicht die Parlamentsperiode festlegen, sei es auch mit dem Ziel politischer Stabilität.
Die Einführung eines Selbstauflösungsrechts des Bundestages durch Grundgesetzänderung wird aus verfassungspolitischer Sicht überwiegend abgelehnt, weil es dem Repräsentationsprinzip zuwiderlaufe und zu Inkonsistenzen im politischen System führe. Insbesondere wird kritisch angemerkt, dass die parlamentarische Macht durch demokratische Legitimation in diesem Fall einer bedenklichen Inflation ausgesetzt sein würde und mittelbar gewählte Staatsorgane im Verhältnis zum direkt gewählten Parlament in ihrer politischen Macht aufgewertet würden. Das Souveränitätsprinzip wäre damit durchbrochen.

## Beteiligte des Deutschen Bundestages, die mit eigenen Rechten ausgestattet sind

### Präsidenten und Vizepräsidenten
Der Präsident und die Mitglieder des Präsidiums werden für die Dauer der Wahlperiode gewählt (vgl. Art. 39/40 GG). Sie können nicht durch Bundestagsbeschluss abberufen werden. Aus diesem Grunde war ein Antrag auf Abberufung der Vizepräsidentin Pau vor dem Hintergrund der Auflösung der Fraktion DIE LINKE unzulässig. Die fehlende Möglichkeit einer Abberufung soll die Unabhängigkeit der Präsidiumsmitglieder in der Führung der Amtsgeschäfte, insbesondere bei der Leitung der Plenarsitzungen, stärken. Liegen Umstände vor, die den Verbleib eines Präsidiumsmitglieds in seinem Amt zweifelhaft erscheinen lassen, so kommt für eine personelle Veränderung nur der Weg des Rücktritts in Betracht.
Die Mitglieder des Präsidiums wechseln sich in der Leitung der Bundestagssitzungen ab; nur bei sehr wichtigen Sitzungen führt der Bundestagspräsident tatsächlich für die gesamte Dauer der Sitzung den Vorsitz. Der Bundestagspräsident hat das Hausrecht und die Polizeigewalt im Bundestag. Er ist oberster Dienstvorgesetzter für die Polizei beim Deutschen Bundestag, welche Teil der Bundestagsverwaltung ist. Auch trifft er die wichtigsten Personalentscheidungen in der Bundestagsverwaltung. Formal werden alle Anschreiben von anderen Verfassungsorganen und auch Gesetzentwürfe aus dem Bundestag an ihn gerichtet. Er vertritt ferner den Bundestag nach außen und steht wegen der Direktwahl des Bundestages protokollarisch hinter dem Bundespräsidenten an zweiter Stelle. Er vertritt den Bundestag in allen Rechtsstreitigkeiten; dies geschieht allerdings nicht in eigener Person, sondern durch Prozessvertreter, die für den Bundestag zu bestellen sind. Bei großer Unruhe, die den Fortgang der Verhandlungen in Frage stellt, kann der Präsident die Sitzung unterbrechen, notfalls dadurch, dass er den Präsidentenstuhl verlässt. Und schließlich kann die Sitzungsleitung Zuhörer, die durch ungebührliches Betragen oder Lärm die Sitzung stören, von der Tribüne entfernen lassen.

### Präsidium

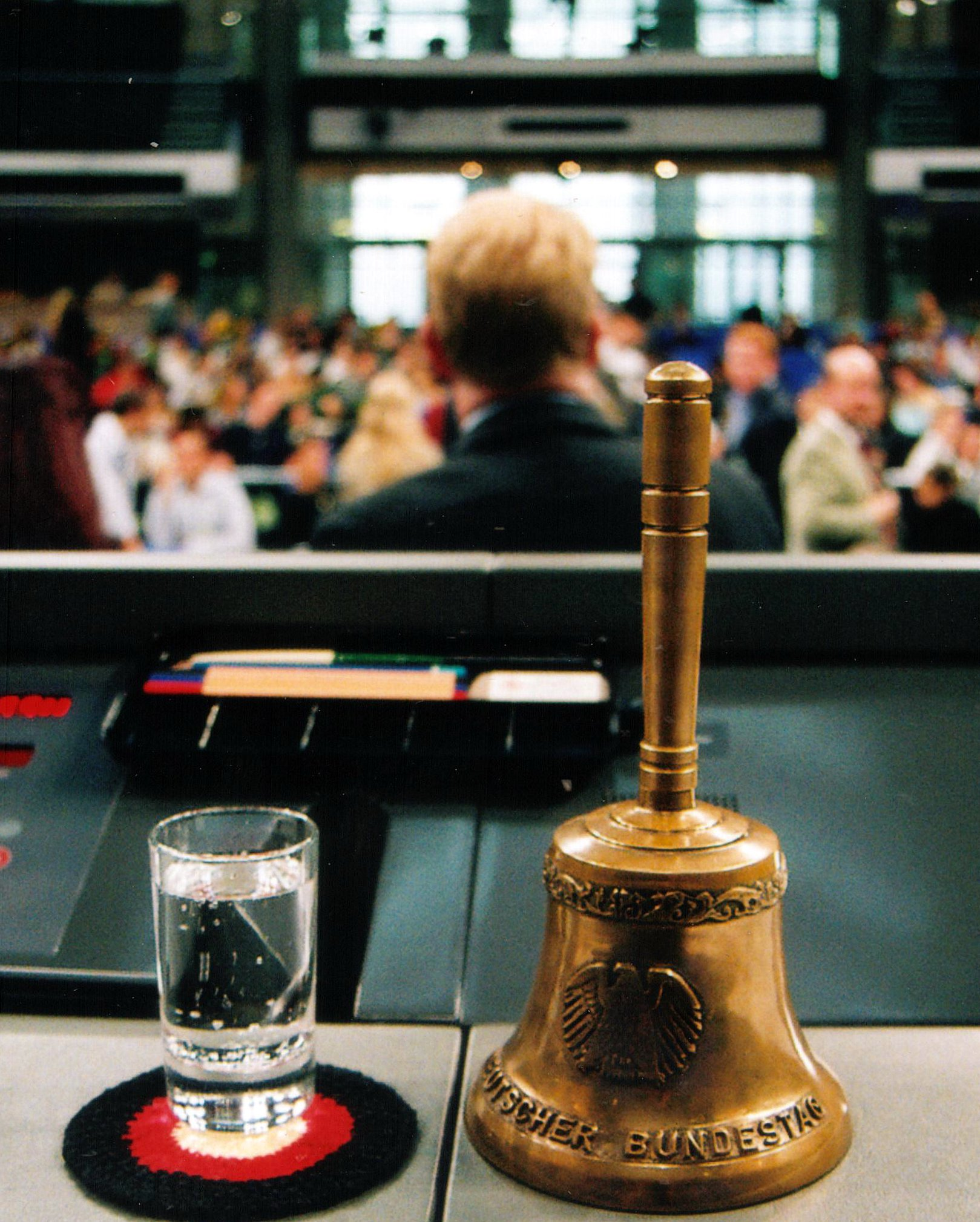
Glocke des Bundestagspräsidenten, Plenum im Hintergrund

Das Bundestagspräsidium besteht aus dem Bundestagspräsidenten und seinen Stellvertretern. Der Präsident kommt einer ungeschriebenen Regel zufolge aus der größten Fraktion des Bundestages, unabhängig davon, ob diese Fraktion Mitglied der Regierungskoalition oder in der Opposition ist. Seit 1994 hat jede Fraktion Anspruch darauf, einen der Vizepräsidentenkandidaten zur Wahl zu stellen; die von der AfD-Fraktion für dieses Amt vorgeschlagenen Kandidaten konnten bei der Wahl nicht die erforderliche Stimmenmehrheit erreichen. Zu seinen Aufgaben gehört zudem die Genehmigung von Delegationsreisen der Ausschüsse und Parlamentariergruppen ins Ausland. Daneben ist es eingebunden in die Überwachung der Einhaltung der Verhaltensregeln durch die Abgeordneten.

### Schriftführer
Der Bundestag wählt seinen Präsidenten, dessen Stellvertreter und die Schriftführer (§ 40 GG). Dabei ist er frei in der Bestimmung ihrer Zahl; in der 20. Wahlperiode gibt es derzeit 67 Schriftführerinnen und Schriftführer, die sich an den Sitzungstagen abwechseln. Die amtierende Präsidentin oder der amtierende Präsident und zwei Schriftführer/Schriftführerinnen jeweils von den Koalitionsfraktionen und von den Oppositionsfraktionen und Gruppen, bilden den Sitzungsvorstand. Die Schriftführer unterstützen den Präsidenten. Sie haben die Schriftstücke vorzulesen, die Verhandlungen zu beurkunden, die Rednerlisten zu führen, die Namen aufzurufen, die Stimmzettel zu sammeln und zu zählen, die Korrektur der Plenarprotokolle zu überwachen und andere Angelegenheiten des Bundestages nach den Weisungen des Präsidenten zu besorgen. Der Präsident verteilt die Geschäfte. Eine wichtige Rolle fällt ihnen bei Abstimmungen zu, deren Ergebnis sie mit der amtierenden Sitzungsleitung feststellen. Der Sitzungsvorstand kann nur einmütig entscheiden, ob eine Mehrheit von Ja- oder Neinstimmen vorliegt.

### Ältestenrat
Als gemeinsames Beratungsorgan der Präsidentin und der Fraktionen zur Steuerung der Arbeit des Bundestages sieht die Geschäftsordnung den Ältestenrat vor. Der Ältestenrat besteht aus dem Präsidenten, seinen Stellvertretern und dreiundzwanzig weiteren von den Fraktionen zu benennenden Mitgliedern, darunter die Parlamentarischen Geschäftsführerinnen und Geschäftsführer der Fraktionen. Obwohl dem Ältestenrat keineswegs die an Lebens- oder Dienstjahren ältesten Mitglieder des Hauses angehören müssen, sind die Mitglieder des Ältestenrates, welches sich nach dem Stärkeverhältnis der Fraktionen zusammensetzt, stets erfahrene Parlamentarier. Dies liegt daran, dass dieses dem Präsidium zur Seite stehende Gremium eine außerordentlich wichtige Rolle für den Ablauf der Plenarsitzung spielt. Zu seinen Aufgaben gehört die Festlegung, welches Thema wann und wie lange in der Tagesordnung vorgesehen ist. Auch den grundlegenden Plan der Sitzungswochen verabschiedet der Ältestenrat. Der Ältestenrat bietet den Abgeordneten Raum um Kritik an der Sitzungsleitung und Beschwerde gegen Ordnungsmaßnahmen einzulegen und zu diskutieren. Häufig gehören neben dem Bundestagspräsidium die Parlamentarischen Geschäftsführer dem Ältestenrat an, dessen parteipolitische Zusammensetzung ebenfalls der des Bundestages entspricht. Die Bundesregierung ist mit einem beratenden Mitglied im Ältestenrat vertreten, meist der Staatsministerin beim Bundeskanzler, also ebenfalls ein Mitglied des Bundestages.

### Fraktionen
Die Fraktionen und Gruppen sind notwendige Einrichtungen des Verfassungslebens und maßgebliche Faktoren der politischen Willensbildung. Sie sind rechtlich unabhängig und haben die Aufgabe, die Funktionen des Parlaments zu unterstützen.
Die meisten Abgeordneten des Bundestages sind Mitglied einer Fraktion. Eine Fraktion ist in der Regel eine Vereinigung von mindestens fünf vom Hundert der Mitglieder des Bundestages, die derselben Partei angehört. Ein Sonderfall ist die CDU/CSU-Bundestagsfraktion: Da die CDU in allen Ländern außer in Bayern und die CSU nur dort antritt, stehen die beiden Parteien in keinem Wettbewerb zueinander und haben auch gemeinsame Ziele – aus diesem Grund dürfen die Abgeordneten dieser beiden Parteien ohne gesonderte Zustimmung schon nach der Geschäftsordnung eine gemeinsame Fraktion bilden. Die Bildung einer Fraktion, ihre Bezeichnung, die Namen der Vorsitzenden, Mitglieder und Gäste sind dem Präsidenten schriftlich mitzuteilen (§ 10 Absatz 1 Satz 2 GOBT). Eine Gruppe ist ein Zusammenschluss von Parlamentariern derselben Partei, die zu klein ist, um eine Fraktion zu bilden: Eine Fraktion muss mindestens fünf Prozent der Mitglieder des Bundestages umfassen (zurzeit mindestens 32). Nach § 10 Absatz 4 der Geschäftsordnung bedarf der Zusammenschluss von Abgeordneten zu einer Gruppe der Anerkennung durch den Bundestag. Es ist nicht festgelegt, wie viele Abgeordnete eine Gruppe haben muss. Gruppen haben im Bundestag weniger Rechte als eine Fraktion; die genauen Rechte beschließt der Bundestag im Einzelfall. Abgeordnete, deren Partei noch weniger Mitglieder in den Bundestag entsendet oder die aus ihrer Fraktion/Gruppe ausgetreten sind oder von ihr ausgeschlossen wurden, sind fraktionslose Abgeordnete. Sie haben alle Rechte und Pflichten eines Abgeordneten in einer Fraktion oder Gruppe, nicht hingegen die Rechte der Fraktion beziehungsweise Gruppe selbst. Im 21. Deutschen Bundestag sind fünf Fraktionen vertreten: CDU/CSU, AfD, SPD, Bündnis 90/Die Grünen und die Linke. Zwei Abgeordnete sind fraktionslos.
Jede Fraktion bestimmt ihren Fraktionsvorstand selbst; er hat wichtige Aufgaben in der Koordination der Arbeit der Fraktion und damit des Bundestages insgesamt. Die Mitglieder des Fraktionsvorstandes haben häufig genau definierte Verantwortungsbereiche: Sie sprechen sich eng mit den Ausschussmitgliedern in ihren Themengebieten ab und versuchen dort zugunsten der Linie der Fraktionsführung einzugreifen. Der einzelne Abgeordnete profitiert von der Fraktion, beispielsweise durch Arbeitsteilung und Unterstützung bei eigenen Zielen, unterwirft sich dadurch auch der Fraktionsdisziplin. Diese Tatsache rief in der Vergangenheit Kritik hervor, da die Abgeordneten nach Art. 38 GG nur ihrem Gewissen unterworfen und an Aufträge und Weisungen nicht gebunden sind. Andererseits erscheint der Verweis auf die Wiederwahlchancen bei Nichtunterwerfung unter die Fraktionsdisziplin nicht als unmittelbare Nötigung. Ferner wird argumentiert, dass ein einzelner Abgeordneter nur aufgrund seiner Parteimitgliedschaft, nicht jedoch unbedingt als Einzelpersönlichkeit gewählt wurde und daher eine starke Rücksichtnahme auf die Parteilinie zulässig sei.
Die Fraktionen im Deutschen Bundestag nehmen somit eine zentrale Position in den parlamentarischen Aushandlungsprozessen ein. In der Parlamentarismusforschung wird der Deutsche Bundestag daher häufig auch als Fraktionenparlament beschrieben.
Eine besondere Aufgabe in der täglichen Arbeit kommt den Parlamentarischen Geschäftsführern zu: Diese oft auch als „Zuchtmeister“ bezeichneten Organisatoren sind unter anderem für die Absprache der Dauer der einzelnen Debatten, für die Einflussnahme zugunsten ihrer Fraktionen beim Bundestagspräsidium und für die Anwesenheit aller Abgeordneten ihrer Fraktion bei wichtigen oder engen Abstimmungen verantwortlich. Sie müssen auch detaillierte Kenntnisse der Geschäftsordnung haben.
Die Fraktionen als solche erhalten für ihre Arbeit Geldmittel vom Bundestag. Diese Gelder werden etwa für Angestellte der Fraktion, nicht jedoch für Angestellte einzelner Fraktionsmitglieder verwendet.

### Ausschüsse
Zu jedem wichtigen Fachgebiet existiert ein Ausschuss des Bundestages. Das Grundgesetz schreibt lediglich die Einsetzung des Auswärtigen Ausschusses, des Petitionsausschusses, des Verteidigungsausschusses und des Ausschusses für die Angelegenheiten der Europäischen Union vor. Die Anzahl und Stärke der übrigen Ausschüsse werden zu Beginn der Legislaturperiode festgelegt.
Die Ausschüsse bestehen aus 15 bis 42 Mitgliedern und spiegeln die Zusammensetzung der Fraktionen im Plenum wider. Die Ausschussmitglieder werden von den Fraktionen bestimmt. Fraktionslose Abgeordnete dürfen in je einem Ausschuss mitarbeiten, haben dort jedoch kein Stimmrecht. Die Ausschüsse bereiten in ihren nichtöffentlichen Sitzungen Gesetzentwürfe vor beziehungsweise besprechen sie im Detail. Sie können auch öffentliche Anhörungen veranstalten und sich auf diese Weise über die Meinung außerparlamentarischer Experten zu grundlegenden Fragen informieren.
Neben der Aufgabe, den Gesetzgebungsbedarf in angemessener Zeit zu bewältigen, was bei Beratung aller Einzelheiten im Bundestagsplenum unmöglich wäre, haben die Ausschüsse auch den Auftrag, mit den aus den einzelnen Fraktionen bestellten Experten für die einzelnen Fachgebiete Kompetenzzentren aufzubauen, aus denen der größere Teil der jeweiligen Fraktion, der im betroffenen Fachgebiet keine überragenden Kenntnisse besitzt, Sachauskünfte einholen kann.
Parallel zu den Ausschüssen haben die Fraktionen jeweils unterschiedliche Arbeitsgruppen gebildet, in denen die parteipolitischen und fraktionsinternen Linien für die Beratungen in den Ausschüssen und für die Plenarsitzungen vorbereitet werden.
Wichtige Sonderrechte haben der Haushalts- und der Rechtsausschuss: Sie arbeiten an nahezu jedem Gesetzentwurf mit, da fast immer haushaltsrechtliche und allgemeinjuristische Aspekte zu beachten sind. Eine bedeutende Sonderstellung hat auch der Ausschuss für Angelegenheiten der EU: Dieses Gremium kann nach Art. 45 GG Rechte des Bundestages gegenüber der Bundesregierung wahrnehmen. Zudem kann der Verteidigungsausschuss sich – anders als jeder andere Ausschuss – selbständig zum Untersuchungsausschuss erklären.
Die Vorsitze über die Ausschüsse werden ebenfalls spiegelbildlich zum Verhältnis der Fraktionen zueinander verteilt. Traditionell hat die größte Oppositionspartei den Vorsitz im Haushaltsausschuss.
Für eine aktuelle Liste der Bundestagsausschüsse, siehe Ausschüsse des 20. Deutschen Bundestages.

### Enquete-Kommissionen
Zur Diskussion wichtiger und fachübergreifender gesellschaftlicher Entwicklungen kann der Bundestag Enquete-Kommissionen einrichten, die den Umgang des Gesetzgebers mit diesen neuen Strömungen vorbereiten sollen. Dazu dient etwa die Enquete-Kommission „Ethik und Recht der modernen Medizin“, die sich mit der gesetzgeberischen Begleitung von DNA-Tests, Präimplantationsdiagnostik, Gentechnik, Klonen und anderen biologischen und biotechnischen Neuerungen beschäftigt.

## Arbeit des Deutschen Bundestages

### Geschäftsordnung
Die wesentlichen Vorschriften für die Arbeit des Bundestages sind in der Geschäftsordnung verankert. Sie muss zu Beginn jeder Legislaturperiode neu beschlossen werden. In der Regel wird die Geschäftsordnung der vorherigen Legislaturperiode mit leichten Anpassungen übernommen. Die Geschäftsordnung enthält als Anhänge wichtige Vorschriften, etwa die „Verhaltensregeln für die Mitglieder des Deutschen Bundestages“ oder die „Geheimschutzordnung“, die für die Mitglieder des Bundestages ebenso verbindlich sind wie die Geschäftsordnung. Die Geschäftsordnung ist mit einfacher Mehrheit änderbar, von ihr kann abgewichen werden, wenn zwei Drittel der anwesenden Mitglieder zustimmen.

### Sitzordnung
Die Sitzordnung der Parteien im Bundestag orientiert sich grob an der Einordnung im politischen Spektrum und ist in Politisches Spektrum Deutscher Bundestag dargestellt.
Innerhalb der Fraktionsblöcke steht jedem Abgeordneten die Platzwahl frei. Es ist jedoch eine ungeschriebene Regel, dass Mitglieder des Fraktionsvorstandes und Parlamentarische Geschäftsführer in den vorderen Reihen platznehmen.

### Debatten

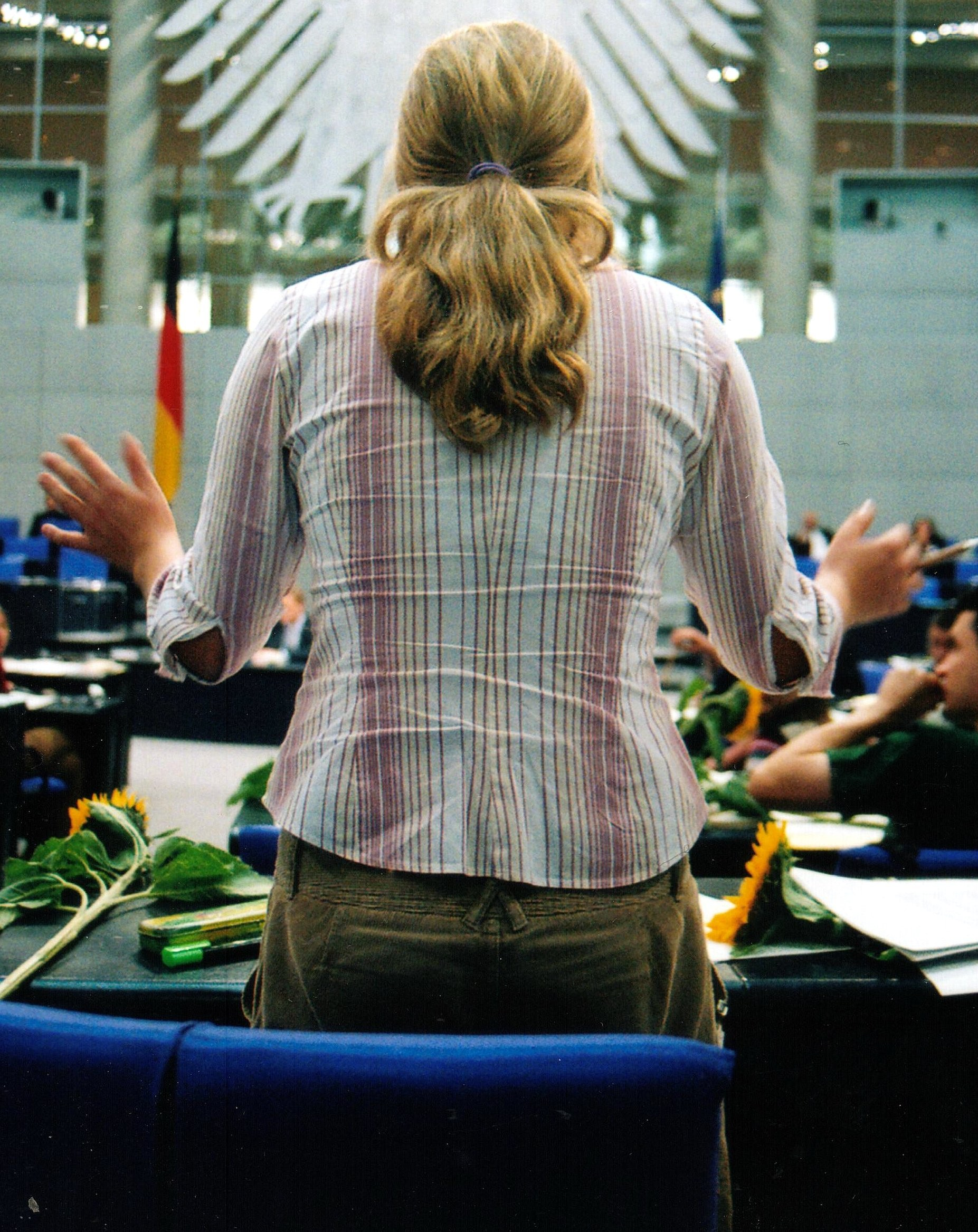
Zwischenfrage während einer Debatte im Deutschen Bundestag

In der Regel wird über Anträge und Gesetzentwürfe im Bundestag vor der Beratung in den Ausschüssen und der Abstimmung im Plenum debattiert. Der amtierende Präsident leitet die Debatten im Deutschen Bundestag, die manchmal recht emotional ablaufen.
Die Gesamtdauer für jeden Tagesordnungspunkt wird üblicherweise von den Fraktionen vorher vereinbart. Die Verteilung der Redezeit auf die einzelnen Fraktionen erfolgt nach einem festen Schlüssel, der sich am Stärkeverhältnis der Fraktionen orientiert.
Zwischenrufe sind an der Tagesordnung und sollen den Redner aus dem Konzept bringen, gegen die eigene Fraktion gerichtete Bemerkungen werden häufig mit empörtem verbalem Protest oder mit hämischem Lachen beantwortet. Wenn der Redner es zulässt, können auch Zwischenfragen an diesen gestellt werden. Der Fragesteller meldet seine Frage per Knopfdruck an. Wenn er aufgerufen wird, steht er auf, um seine Frage zu stellen. Der Fragesteller muss so lange stehen bleiben, bis seine Frage beantwortet wurde. Dem politischen Gegner wird nur in Ausnahmefällen applaudiert, während der Applaus bei Rednern der eigenen Fraktion obligatorisch ist. Vom hämischen „Lachen“ ist – auch im stenografischen Protokoll – die „Heiterkeit“ zu unterscheiden, die eher positiv belegt ist: Es kann vorkommen, dass die Bemerkung eines Mitgliedes der Regierungskoalition bei seinen Fraktionen „Heiterkeit“, bei der Opposition dagegen „Lachen“ hervorruft.
Die Debatten werden über das Parlamentsfernsehen des Deutschen Bundestages sowie über den Fernsehsender Phoenix live übertragen.

### Abstimmungen
Die meisten Abstimmungen des Deutschen Bundestages finden durch Handzeichen statt. Bei der Schlussabstimmung wird jedoch mit Aufstehen und Sitzenbleiben abgestimmt. Ist sich der Sitzungsvorstand über eine Mehrheit uneins, so wird der „Hammelsprung“ angeordnet. Dabei verlassen alle Abgeordneten den Saal und kehren durch drei mit „Ja“, „Nein“ oder „Enthaltung“ zu identifizierende Türen wieder in den Plenarsaal zurück, während die Stimmen gezählt werden. Das Präsidium stimmt öffentlich ab. Ist eine geheime Wahl gesetzlich vorgeschrieben, so findet nur für diesen Fall die Wahl mit verdeckten Stimmzetteln statt. Dabei erhält jeder Bundestagsabgeordnete gegen Vorlage seines Stimmausweises einen Stimmzettel, den er in einer Stimmkabine ausfüllen muss. Anschließend wirft er den verdeckten Stimmzettel in die Wahlurne. Eine elektronische Abstimmungsanlage gibt es im Deutschen Bundestag nicht. Nach dem Selbstverständnis der Abgeordneten sollen Abstimmungen bewusste Handlungen sein, die nicht durch das bloße Drücken von Tasten ersetzt werden dürfen.

#### Namentliche Abstimmungen
Auf Antrag einer Fraktion oder mindestens 5 % der Abgeordneten wird über eine Frage namentlich abgestimmt. Dabei wird bei jedem Bundestagsabgeordneten über in Urnen gesammelte Stimmkarten festgestellt, wie er gestimmt hat. Die Stimmabgabe wird im stenografischen Protokoll vermerkt. Diese Abstimmungsart soll – gerade bei umstrittenen Sachfragen – jeden Abgeordneten zwingen, seine Entscheidung öffentlich darzulegen. Sie dient auch dazu, den politischen Gegner bloßzustellen, weil in Sachfragen von der Fraktionsmeinung abweichende Abgeordnete entweder gegen ihre persönliche Überzeugung fraktionskonform mitstimmen müssen und damit unglaubwürdig erscheinen können oder stattdessen ihren eigenen Standpunkt vertreten und damit die inhaltliche Uneinigkeit ihrer Partei demonstrieren. Seit einiger Zeit werden die Ergebnisse solcher Abstimmungen auch im Internet veröffentlicht.
Bei mehreren Abstimmungen zum selben Tagesordnungspunkt aufgrund vieler Anträge verabreden die Fraktionen vereinzelt, Stimmzettel statt Stimmkarten zu verwenden, um die Stimmabgabe zu bündeln statt einzeln für jeden Antrag abzustimmen.

### Ordnungsmaßnahmen des Präsidiums
Das Präsidium kann, wenn es dies für notwendig hält, einen Abgeordneten zur Sache verweisen oder zur Ordnung rufen; dies regelt § 36 der Geschäftsordnung des Deutschen Bundestages. Bei der dritten Verweisung zur Sache oder beim dritten Ordnungsruf muss das Präsidium dem Redner das Wort entziehen. Verletzt ein Mitglied des Bundestages „gröblich“ die Ordnung des Hauses, so kann er ausgeschlossen werden. Er darf an den Sitzungen des Bundestages und seiner Ausschüsse nicht mehr teilnehmen; entsprechende Fehlzeiten werden ihm nicht erstattet. Gegen den Ausschluss kann Widerspruch eingelegt werden. 1949 wurde Kurt Schumacher zunächst für zwanzig Sitzungstage ausgeschlossen, weil er Bundeskanzler Konrad Adenauer als „Bundeskanzler der Alliierten“ bezeichnet hatte. Diese Disziplinarmaßnahme wurde nach einer Schlichtung zwischen Schumacher und Adenauer kurz darauf aufgehoben.

### Gedenkstunden
Zur Arbeit des Deutschen Bundestages gehören neben der parlamentarischen Auseinandersetzung auch Gedenkstunden zu besonderen Anlässen. Beispiele sind die jährliche Gedenkstunde zum Tag des Gedenkens an die Opfer des Nationalsozialismus und die Gedenkstunde zum Volkstrauertag.

### Internationales
Der Deutsche Bundestag ist in verschiedenen internationalen parlamentarischen Versammlungen und Konferenzen vertreten, in die er Delegationen entsendet. Dazu zählen u. a. die Interparlamentarische Union sowie die Parlamentarischen Versammlungen des Europarates, der NATO und der OSZE.

## Arbeit der Mitglieder des Deutschen Bundestages
Die Arbeit der Mitglieder des Bundestages muss in zwei Profile unterteilt werden: Die Arbeit während der Sitzungswochen unterscheidet sich erheblich von der Arbeit außerhalb dieser Zeit. In der Regel wechseln sich je zwei Sitzungs- und je zwei sitzungsfreie Wochen ab; es entstehen jedoch immer wieder, schon allein durch gesetzliche Feiertage, Unterbrechungen in diesem Rhythmus.

### Arbeit während der Sitzungswoche
Die Arbeit in der Sitzungswoche beginnt für einige Abgeordnete bereits am Montag. Nachdem die Gremien der Parteien während des Vormittags (Präsidium und im Anschluss der Vorstand) zusammenkommen, treffen sich am Nachmittag die Fraktionsvorstände. Hierbei tagen zuerst die geschäftsführenden Fraktionsvorstände und im Anschluss die erweiterten Fraktionsvorstände. Außerdem tagen auch einige wichtige Untergremien der Fraktionen und bereiten die Ausschuss- und Plenumssitzungen der laufenden Woche vor. An Montagabenden tagen die meisten Landesgruppen der Fraktionen, um sich ebenfalls auf die am folgenden Tag stattfindende Fraktionssitzung vorzubereiten.
Spätestens am Dienstagmorgen müssen alle Abgeordneten anwesend sein, denn dann treten in der Regel die einzelnen Ausschussarbeitsgruppen der Fraktionen zusammen. Am Nachmittag finden die Fraktionssitzungen in der Regel um 15 Uhr statt. Am Mittwochmorgen finden Ausschusssitzungen statt. Ab spätem Mittag folgen die Fragestunde beziehungsweise die Aktuelle Stunde im Plenum.
Donnerstags und freitags stehen schließlich die Plenumsdiskussionen auf dem Programm. Die Konzentration auf die zwei letzten Werktage in der Woche eröffnet den Ausschüssen die Möglichkeit, vor den Plenumssitzungen zusammenzukommen, außerdem kann so eine Überschneidung zwischen Ausschuss- und Plenumssitzungen besser vermieden werden.
Die Sitzungswoche endet in der Regel am frühen Freitagnachmittag, damit die Abgeordneten in ihre Wahlkreise zurückreisen können. Dieses Schema der Arbeitswoche wird nicht immer strikt durchgehalten. So lässt sich in der Realität die Überschneidung von Ausschuss- und Plenumssitzungen nur schwer vermeiden.
Ein Bundestagsabgeordneter ist während der Sitzungswoche in der Regel acht bis fünfzehn Stunden pro Tag mit verschiedenen Tätigkeiten beschäftigt. Die Abgeordneten müssen sich dabei unter anderem um die Sichtung von Post und Zeitungen, die oft mehrstündigen Fraktions-, Arbeitsgruppen-, Ausschuss- und Plenarsitzungen, die sich überschneiden können, Interview-Anfragen, Besuchergruppen aus ihrem Wahlkreis, die Vorbereitungen von Reden und die Ausarbeitung von Gesetzentwürfen kümmern. Aus diesem Grunde sitzen oft nur einige Dutzend Mitglieder im Plenum. In der Regel handelt es sich dabei um die Experten für das gerade besprochene Thema.
Im Herbst 2019 kam es zu einer öffentlichen Diskussion über die Arbeitsbelastung von Bundestagsabgeordneten, nachdem zwei Abgeordnete (Matthias Hauer (CDU/CSU), während einer Rede und Simone Barrientos (DIE LINKE) bei einer namentlichen Abstimmung; beide am selben Tag) im Bundestagsplenum einen Schwächeanfall erlitten hatten. Abgeordnete wiesen u. a. auf chronischen Schlafmangel, auf Arbeitssitzungen „bis vier Uhr morgens“ und auf den medialen Druck auf Abgeordnete. Es gehe um Arbeitsbedingungen, um „ausgeschlafen und konzentriert gute Politik zu machen“.

### Arbeit außerhalb der Sitzungswochen
Außerhalb der Sitzungswochen stehen neben der Vorbereitung auf die Sitzungswochen auch wichtige Termine im Wahlkreis an: Viele Bundestagsabgeordnete bieten Bürgersprechstunden an, nehmen an örtlichen Veranstaltungen teil und pflegen eine Vielzahl von Kontakten auf lokaler, regionaler, deutscher und europäischer Ebene. Zudem üben einige Abgeordnete auch noch zeitweise einen eigenen Beruf aus, den sie allenfalls in den sitzungsfreien Wochen betreiben können.

### Immunität, Indemnität und Zeugnisverweigerungsrecht
Nach Art. 46 GG kann kein Abgeordneter für irgendeine Äußerung oder Abstimmung, die er im Bundestag oder in einem seiner Ausschüsse getätigt hat, während oder nach seiner Zeit im Bundestag zur strafrechtlichen oder dienstrechtlichen Verantwortung gezogen werden. Dies gilt nicht für verleumderische Beleidigungen. Der Bundestagspräsident kann jedoch Rügen und Verweise erteilen und Mitglieder des Bundestages von der Sitzung ausschließen.
Andererseits darf kein Abgeordneter des Bundestages ohne dessen Zustimmung wegen einer Straftat verhaftet oder zur Verantwortung gezogen werden. Dies gilt nicht, wenn er bei Begehung der Tat, also „in flagranti“, oder im Laufe des folgenden Tages festgenommen wird. Ebenso bedarf es zur Einleitung eines Verfahrens zum Entzug von Grundrechten nach Art. 18 GG der Zustimmung des Bundestages. Ferner muss jedes Ermittlungsverfahren und auch ein Verfahren zum Entzug von Grundrechten auf Anordnung des Bundestages ausgesetzt werden.
Diese Vorschriften dienen zum Schutz der Unabhängigkeit des Parlamentes, nicht zum Schutz des einzelnen Abgeordneten. Sie sind historisch bedingt: Zu Beginn des Parlamentarismus versuchte die Exekutive häufig, unliebsame Abgeordnete unter einem Vorwand von ihrem Mandat abzuziehen, dazu war die Verwicklung in vermeintlich oder tatsächlich begangene Straftaten ein beliebtes Mittel. Entsprechend wurde die In-flagranti-Regelung geschaffen, da innerhalb eines Tages ein Verbrechen, das so gar nicht stattgefunden hatte, sehr schwer zu konstruieren ist. Heute wird die Regelung überwiegend als anachronistisch angesehen. Der Bundestag hebt zu Beginn der Legislaturperiode regelmäßig die Immunität etwa für Verkehrsdelikte auf.
Nach dem Zeugnisverweigerungsrecht müssen die Abgeordneten nicht über Gespräche mit Personen aussagen, wenn sie diese Gespräche in ihrer Eigenschaft als Abgeordnete geführt haben. Durch das Zeugnisverweigerungsrecht wird auch die Beschlagnahme von Dokumenten verboten, wenn diese Informationen über die Gespräche enthalten. Dieser Schutz für die Informanten soll den Abgeordneten die Wahrnehmung ihrer Kontrollfunktion ermöglichen.

### Überwachung von Abgeordneten
Mehrere Kleine Anfragen der Bündnis 90/Die Grünen- sowie der Linksfraktion forderten die Bundesregierung auf, Auskunft darüber zu geben, ob Bundestagsabgeordnete durch Nachrichtendienste des Bundes beobachtet werden. Die Antwort der Bundesregierung stellte fest, dass es für Abgeordnete „keine privilegierende Sonderbehandlung“ gebe. Prinzipiell sei deshalb auch die Sammlung, Speicherung und Weitergabe von Informationen über Bundestagsabgeordnete durch Nachrichtendienste des Bundes – auch unter Zuhilfenahme nachrichtendienstlicher Maßnahmen – rechtens, es sei denn, die „innerparlamentarischen Statusrechte“ der Abgeordneten würden dadurch geschmälert. Die parlamentarische Opposition kritisierte diese Praxis heftig. Max Stadler, FDP-Innenexperte und Mitglied des Parlamentarischen Kontrollgremiums, bezeichnete die Antwort der Regierung als „inakzeptabel“ und forderte die Regierung auf, die Überwachung von Bundestagsabgeordneten schnellstmöglich zu beenden.

## Gesetzgebung
Ausgehend von der Prämisse der originären Länderzuständigkeit, hat das Grundgesetz dem Bund überwiegend die Kompetenzen im Bereich der Gesetzgebung übertragen. In der eigenen Zuständigkeit der Länder verbleiben nur noch wenige Bereiche, wie zum Beispiel die Bildung, die Kultur und das Polizei- und Ordnungsrecht. Lediglich in diesen Politikbereichen können die jeweiligen Landesparlamente eigene Gesetze erlassen. Der größte Teil der Gesetze wird vom Deutschen Bundestag und somit auf Bundesebene verabschiedet.
In der 19. Wahlperiode wurden 56 % der Gesetzentwürfe von der Bundesregierung, 7,6 % vom Bundesrat und 36,4 % aus der Mitte des Bundestages eingebracht; letztere beinhalten auch diejenigen Initiativen, die inhaltsgleich bereits von der Bundesregierung eingebracht wurden. Dies geschieht gelegentlich, um das parlamentarische Beratungsverfahren zu beschleunigen, da eine Vorabbefassung des Bundesrates bei Initiativen des Bundestages entfällt.

### Gesetzgebungsverfahren im Überblick
Der Bundestag hat neben der Bundesregierung und dem Bundesrat das Recht, Gesetzentwürfe vorzuschlagen, das sogenannte Initiativrecht.
Ein Gesetzentwurf, der aus der Mitte des Bundestages eingebracht wird, muss von einer Fraktion oder fünf Prozent der Parlamentarier unterstützt werden. Die Gesetzentwürfe werden in der Regel zuvor in den Bundestagsausschüssen beraten und ausgearbeitet. Auf diesem Wege werden sie „abstimmungsreif“ gemacht. Der Entwurf wird gemäß Art. 77 GG zunächst im gesamten Bundestag beraten und dort beschlossen oder abgelehnt. Wird das Gesetz beschlossen, geht es zur Beratung weiter an den Bundesrat. Ein Gesetzentwurf der Bundesregierung wird zunächst an den Bundesrat überwiesen und dort beraten. Zusammen mit dessen Stellungnahme und der Gegenäußerung der Bundesregierung wird der Gesetzentwurf dem Bundestag übergeben. Umgekehrt geht ein Gesetzentwurf des Bundesrates zusammen mit der Stellungnahme der Bundesregierung an den Bundestag.
Wird ein Gesetz vom Bundestag beschlossen, bedarf es der weiteren Mitwirkung des Bundesrates, damit es zustande kommen kann. Zu unterscheiden ist hierbei, ob es ein Einspruchsgesetz oder Zustimmungsgesetz ist. Die Ablehnung eines Einspruchsgesetzes durch den Bundesrat kann im Bundestag überstimmt werden. Stimmt der Bundesrat einem Zustimmungsgesetz nicht zu, ist es gescheitert.
Ist ein Gesetz nicht zustimmungsbedürftig, kann der Bundesrat Einspruch erheben, was sich wie ein aufschiebendes Veto auswirkt. In einem solchen Fall wird das Gesetz erneut dem Bundestag zugeleitet und der Einspruch kann – wenn keine Änderungen beschlossen werden – überstimmt werden. Dies bedeutet auch, dass eine Zweidrittelmehrheit beim Beschließen des Einspruchs im Bundesrat nur durch eine Zweidrittelmehrheit im Bundestag überstimmt werden kann. Wollte der Bundesrat bei einem zustimmungsbedürftigen Gesetz umfangreiche Änderungen erreichen, hat er manchmal auch Einspruch erhoben; dies ist in Art. 77 GG jedoch nicht vorgesehen. Ein solcher Einspruch ist deshalb nicht etwa unbeachtlich; damit verweist der Bundesrat die Sache vielmehr an den Bundestag zurück und bedient sich eines anderen Instruments als des Vermittlungsausschusses, um gegebenenfalls eine andere politische Willensbildung zu erreichen. Werden mehrere, inhaltlich nicht zusammengehörige Gesetzentwürfe zu einem „Paket“ verbunden, wird von einem Junktim gesprochen, das zwischen ihnen hergestellt wird.

### Behandlung von Gesetzen im Deutschen Bundestag

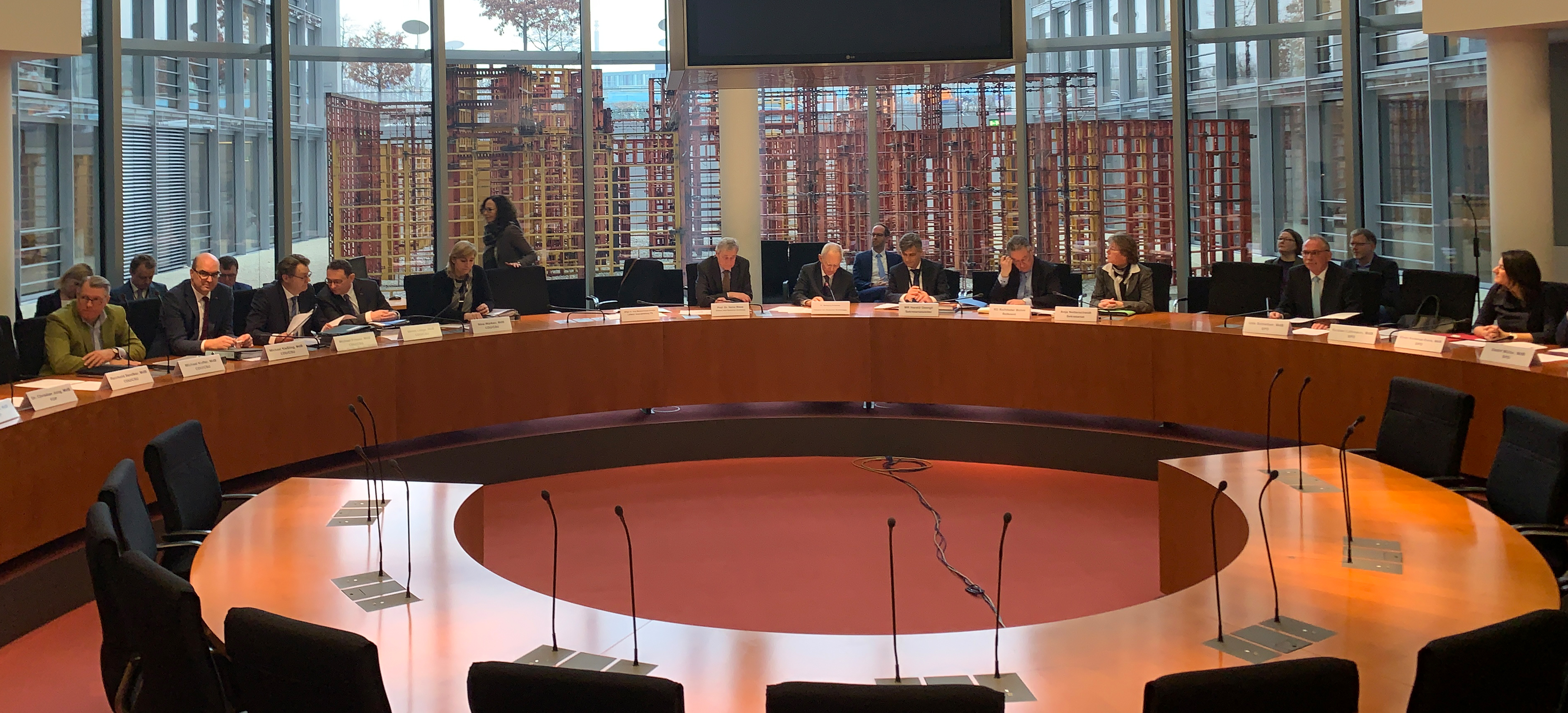
Sitzungssaal eines Bundestagsausschusses

Der Bundestag behandelt Gesetzentwürfe in der Regel in drei Beratungen oder auch so genannten Lesungen (gemeint ist dabei: Beratungen im Plenum des Bundestages). Ein Gesetzentwurf wird zunächst in einer „ersten Lesung“ behandelt. Dabei findet je nach Wichtigkeit und politischer Interessenlage ein erster Meinungsaustausch oder eine Debatte im Plenum statt. Anschließend, sehr oft auch ohne Aussprache, wird der Gesetzentwurf an verschiedene Ausschüsse verwiesen. Meist sind neben dem „federführenden“ Fachausschuss auch der Rechts- und der Haushaltsausschuss mit einem Gesetzentwurf befasst, da die Gesetze juristische und fiskalische Auswirkungen haben. Bei den Ausschussberatungen wird die Haupt- und Detailarbeit an den Gesetzentwürfen geleistet. Der Entwurf von den Parlamentariern wird geprüft und nicht selten massiv verändert: sie ziehen regelmäßig Experten der Regierung, aus der Fachverwaltung und weitere Sachverständige aus Praxis und Wissenschaft heran.
In der Ausschussfassung geht der Gesetzentwurf erneut ins Plenum, wo er in einer „zweiten Lesung“ beraten wird. Die „zweite Lesung“ dient der Beratung von Details und Änderungsanträgen, die in großem Umfang aus den Ausschüssen kommen, zudem auch von Fraktionen, Gruppen oder einzelnen Parlamentariern, die alternative Lösungen aufzeigen wollen. Häufig sind jedoch die Ausschussfassungen bereits untereinander abgestimmt und so gefasst, dass in einer Abstimmung die „zweite Lesung“ über den gesamten Gesetzentwurf beendet wird.
Zu einer „dritten Lesung“ kann es nochmals kommen, wenn sich politischer Widerstand erkennbar formiert, sodass bestimmte Gruppen nur in dem Fall dem Gesetz zustimmen, wenn Bestandteile in ihrem Sinne verändert werden. Dies kann aus den Reihen der Opposition kommen, aus der Mitte der Ministerpräsidenten, die einen Einspruch des Bundesrates signalisieren, oder auch von der Regierung bzw. den sie unterstützenden Fraktionen. Nach der dritten Lesung findet die Schlussabstimmung statt.
Unabhängig von der Zustimmungsbedürftigkeit des beschlossenen Gesetzes muss es dem Bundesrat zugeleitet werden, damit es zustande kommt. Dort wird das Gesetzgebungsverfahren weiter fortgesetzt. Es wird von einer „vierten Lesung“ gesprochen, wenn der Vermittlungsausschuss eine Änderung des Gesetzesbeschlusses vorschlägt und der Bundestag erneut Beschluss zu fassen hat. Nach einem Antrag auf Zurückweisung eines Einspruchs des Bundesrates kann eine sogenannte „fünfte Lesung“ im Bundestag stattfinden.
Der Bundestag ist kein ewiges Organ, es gibt nur ein jeweils aktuelles Parlament, das mit Ende der Legislaturperiode seine Arbeit beendet. Dann gelten alle Vorlagen und Projekte als erledigt, unabhängig davon, in welchem Stadium sie sich befinden. Dies wird als Diskontinuitätsprinzip bezeichnet. Politische Initiativen müssen im neuen Parlament neu eingebracht werden, wenn sie denn weiter betrieben werden sollen. Letzteres ist nicht immer selbstverständlich, da im neuen Bundestag andere politische Kräfte zusammenwirken. Eine Ausnahme sind Petitionsvorlagen, weil sie vom Bürger stammen und das Anliegen des Bürgers unabhängig von Wahlperioden ist.

### Besonderheiten der Gesetzgebung bei Abgaben und Steuern
Bei Abgaben ist durch die Finanzverfassung die Gesetzgebung auf den Bund konzentriert. Danach hat er auf fast allen Gebieten die Gesetzgebungshoheit. Daher gibt es in Deutschland fast keine Landessteuern. Davon zu unterscheiden ist die sogenannte Ertragshoheit, also die staatsorganisatorische Berechtigung, welche Gebietskörperschaft zu welchem Grad das Aufkommen bestimmter Abgaben effektiv erhält. Änderungen von Steuergesetzen, die Erträge betreffen, die Länder oder Kommunen zustehen, sind gemäß Art. 105 Abs. 3 GG im Bundesrat zustimmungsbedürftig.

### Besonderheiten der Gesetzgebung in völkerrechtlichen Fragen
Völkerrechtliche Verträge enthalten Regeln, die sehr oft Bestandteil der nationalen, innerstaatlichen Ordnung werden sollen. Hierfür gibt es zwei Mechanismen – die Inkorporation und die Transformation. Im ersten Fall erfolgt die Überführung des völkerrechtlichen Regelwerks in das nationale Rechtssystem bereits mit ordnungsgemäßem Vertragsschluss oder schlichter Ratifikation, so zum Beispiel in Großbritannien.
Im zweiten Fall ist eine eigene Umsetzung als innerstaatlicher Erfüllungsakt notwendig, wobei ein Fehler- und Konfliktpotenzial darin angelegt ist, wie gut diese Erfüllung dem Staat gelingt. Der zwischenstaatliche Vertragsschluss lässt sich (in Analogie zur zivilrechtlichen Begriffswelt) als Verpflichtungsgeschäft, die innerstaatliche Umsetzung als Erfüllungsgeschäft veranschaulichen. Die Begriffe sind allerdings in diesem Zusammenhang nicht immer üblich.
In Deutschland wird das Transformationsmodell praktiziert, und zwar mit der Besonderheit, dass es als Zustimmungsakt eines Vertragsgesetzes bedarf, sofern der völkerrechtliche Vertrag Gesetzgebungsmaterie berührt. Ohne ein solches Gesetz darf der Bundespräsident den Vertrag nicht ratifizieren. Ist für die Umsetzung darüber hinaus der Erlass neuer Normen notwendig, erfolgt parallel die materielle Umsetzung auf Gesetzes- und Verordnungsebene. Da solche Elemente oft gesetzgebungstechnisch zusammengefasst werden, werden die Gesetze umgangssprachlich „Zustimmungsgesetze“ genannt, dies sagt jedoch nichts über die Frage aus, ob der Bundesrat einer Umsetzung zustimmen muss.
Werden durch den Bund völkerrechtliche Verträge über Fragen geschlossen, die die besonderen Verhältnisse eines Landes betreffen, hat die Bundesregierung vor Vertragsschluss dieses Land anzuhören und bei der politischen Willensbildung zu beteiligen. Auf den Bundesrat kommt es nicht an, da er Bundesorgan ist.

## Kontrolle der Exekutive
Eine weitere wichtige Aufgabe des Bundestages ist es, die Exekutive zu kontrollieren.

### Rederecht, Anwesenheitsrecht und -pflicht
Neben den Mitgliedern des Bundestages haben auch die Mitglieder der Bundesregierung und des Bundesrates Rederecht im Bundestag. Sie müssen jederzeit gehört werden. Mitglieder der Bundesregierung, zumindest deren Vertreter, nehmen an den meisten Sitzungen des Bundestages teil. Mitglieder des Bundesrates sind dagegen seltener im Plenum; sie nehmen oft nur an Sitzungen teil, bei denen es in besonderer Weise um Länderinteressen geht.
Umgekehrt hat der Bundestag das Zitierungsrecht: Er kann jederzeit jedes Mitglied der Bundesregierung herbeirufen oder dessen Verbleib während der Verhandlung im Plenum oder in einem Ausschuss verlangen. Diese Möglichkeit dient der Kontrolle der Regierung und dem Zur-Rede-Stellen in tagesaktuellen Fragen ihrer Politik (siehe auch Aktuelle Stunde, und I. Anlage 5 – Richtlinien für Aussprachen zu Themen von allgemeinem aktuellen Interesse).
Die Wehrbeauftragte des Bundestages erhält das Wort, wenn dies von einer Fraktion oder fünf Prozent der Abgeordneten verlangt wird. Darüber hinaus hat der Bundestag keine Rechtsgrundlage, Nichtparlamentariern ein Rederecht in Sitzungen des Plenums zu gewähren. Es gibt allerdings seltene Ausnahmefälle, in denen Nichtparlamentarier im Plenarsaal des Bundestages gesprochen haben. Dies sind vor allem ausländische Gäste und Redner zu besonderen Gedenksitzungen und Festakten. Solche Reden werden außerhalb einer regulären Plenarsitzung gehalten; bei Bedarf unterbricht der Bundestag für entsprechende Ansprachen seine Sitzung oder Beratungen.

### Anfragen
Ein wichtiges Instrument der Kontrolle sind die An- und Nachfragemöglichkeiten, die den Abgeordneten offenstehen. Besonders die Abgeordneten der Opposition nutzen sie sehr häufig, um Auskunft zu politischen Fragen und Sachverhalten zu erhalten.

#### Kleine Anfragen
Kleine Anfragen sind schriftliche Anfragen von 5 % der Mitglieder des Bundestages oder einer Fraktion an die Bundesregierung. Sie dienen der Information der Abgeordneten über das Regierungshandeln in einem bestimmten Bereich. Die Frist für die Beantwortung beträgt in der Regel zwei Wochen; sie kann gegebenenfalls verlängert werden. Kleine Anfragen werden schriftlich beantwortet und nicht im Plenum beraten. Die Antworten werden als Drucksachen veröffentlicht. In der vergangenen 18. Wahlperiode des Deutschen Bundestages von 2013 bis 2017 gab es insgesamt 3953 Kleine Anfragen.

#### Große Anfragen
Große Anfragen können im Gegensatz zu Kleinen Anfragen genutzt werden, um in einem eigenen Tagesordnungspunkt des Plenums über die Antworten zu debattieren. Die Beantwortungsdauer ist nicht festgelegt, beträgt faktisch meist mehrere Monate. Die Antworten werden vor der Übermittlung an den Deutschen Bundestag vom Bundeskabinett beschlossen und im Anschluss ebenfalls als Drucksache veröffentlicht. Auch diese Anfragen müssen von 5 % der Mitglieder des Bundestages oder einer Fraktion gestellt werden. Im 18. Bundestag gab es insgesamt 15 Große Anfragen.

#### Fragestunde
In der Fragestunde können von den einzelnen Mitgliedern des Bundestages grundsätzlich mündliche Anfragen an die Bundesregierung gestellt werden. Die bis zu zwei Fragen pro Abgeordneten müssen für jede Fragestunde am vorangehenden Freitag bis 10 Uhr beim Präsidenten des Deutschen Bundestages eingereicht werden. Der Fragesteller kann nach der Antwort des Vertreters der Bundesregierung zwei Zusatzfragen stellen, jeder andere Abgeordnete eine Zusatzfrage. Genügt die Zeit nicht zur Beantwortung aller Fragen, so werden die Fragen schriftlich beantwortet und als Anlage zum Plenarprotokoll veröffentlicht. Eine Frage wird ebenfalls schriftlich beantwortet, wenn der Fragesteller nicht persönlich im Plenum anwesend ist, sondern vorab explizit um eine schriftliche Beantwortung bittet. Im 18. Bundestag gab es insgesamt 3119 mündliche Fragen.

#### Regierungsbefragung
Anfragen aus dem Plenum heraus finden auch im Anschluss an Kabinettssitzungen statt, sie sind als „Regierungsbefragungen“ bekannt. Dabei informieren mindestens zwei Vertreter der Bundesregierung über Themen, die in der zuvor stattfindenden Kabinettssitzung Gegenstand der Diskussion waren; an diese Vertreter können Fragen gestellt werden. Dreimal jährlich findet zudem eine Befragung des Bundeskanzlers statt. Im 18. Bundestag gab es 65 Regierungsbefragungen.

#### Schriftliche Fragen
Schriftliche Fragen können von einzelnen Mitgliedern des Bundestages gestellt werden. Jedes Mitglied darf bis zu vier Fragen pro Monat an die Regierung richten. Schriftliche Fragen sind innerhalb von sieben Tagen nach Eingang im Bundeskanzleramt zu beantworten. Die schriftlichen Fragen und die Antworten der Bundesregierung werden wochenweise als Drucksache veröffentlicht. Im 18. Bundestag gab es insgesamt 14.012 schriftliche Fragen.

### Aktuelle Stunde
Aktuelle Stunden sind kurze Debatten mit fünfminütigen Beiträgen, die im Anschluss an die Fragestunde oder auch von ihr losgelöst beantragt werden können. Sie sind ein relativ junges Element des Bundestagsgeschehens – als solche gibt es sie seit 1980 – und sollen mit ihrer besonderen Struktur der Auflockerung der Debattenkultur im Bundestag dienen. Auch soll durch sie eine Diskussion über sehr aktuelle Themen schneller möglich sein. Sie werden entweder im Ältestenrat vereinbart oder von 5 % der Mitglieder des Bundestages oder einer Fraktion beantragt. Im 18. Bundestag wurden 91 Aktuelle Stunden beantragt.

### Vereinbarte Debatte
Vereinbarte Debatten sind Aussprachen über ein bestimmtes, meist tagespolitisch aktuelles Thema, ohne dass eine Regierungserklärung oder eine Vorlage Beratungsgegenstand ist. Es gibt sie seit der 10. Wahlperiode auf Grundlage von § 75 (1) GO-BT. Zwischen 1990 und 2017 gab es zwischen 14 und 36 Vereinbarte Debatten je Wahlperiode.

### Untersuchungsausschüsse
Auf Antrag eines Viertels seiner Mitglieder – also auch einer opponierenden Minderheit – setzt das Parlament einen Untersuchungsausschuss ein, der ein im Antrag definiertes Untersuchungsthema öffentlich aufklären soll. Der Verteidigungsausschuss kann sich auch selbst zum Untersuchungsausschuss erklären. Die Arbeit der Untersuchungsausschüsse wird durch das Untersuchungsausschussgesetz (PUAG) näher bestimmt.
Häufig wird ein Untersuchungsausschuss von der Opposition eingesetzt, um vermutete Missstände in der Arbeit der Regierung aufzudecken. An der Arbeit der Untersuchungsausschüsse wird häufig die Kritik geübt, sie diene eher der Schädigung des politischen Gegners als der wahrheitsgemäßen Aufklärung des Untersuchungsgegenstandes. Weil ein Minderheitsquorum von einem Viertel der Ausschussmitglieder dieselben Antrags- und Initiativrechte wie beim Einsetzungsbeschluss hat, kann die meist regierungsnahe Ausschussmehrheit die Untersuchung nicht blockieren, sodass eine gewisse Waffengleichheit gewährleistet ist. Da die Ausschussmehrheit dennoch sowohl die Detailarbeit in gewissen Grenzen lenken kann als auch den Abschlussbericht mit den Untersuchungsbewertungen vorlegt, stellt der Untersuchungsausschuss Missstände in der Bundesregierung meist nur in offensichtlichen Fällen fest. Seit 1949 gab es mehr als 60 Untersuchungsausschüsse.

### Wehrbeauftragter
Der Wehrbeauftragte des Bundestages ist ein Hilfsorgan des Bundestages, ohne selbst dessen Mitglied sein zu dürfen. Seine Aufgabe ist es, Eingaben und Beschwerden von Angehörigen der Bundeswehr entgegenzunehmen, die diese außerhalb des normalen Dienstweges stellen können. Er soll dafür sorgen, dass die Grundrechte der Soldaten, die zwar durch das Grundgesetz eingeschränkt, jedoch nicht abgesprochen werden können, gewahrt werden. Dabei prüft er insbesondere, ob die Grundsätze der „Inneren Führung“ eingehalten werden. Er vertritt in diesem Sinne auch das Bild der Bundeswehr als Parlamentsarmee, also einer Armee, deren Einsatz durch das Parlament bestimmt und kontrolliert wird.

### Polizeibeauftragter
Der Polizeibeauftragte des Bundes beim Deutschen Bundestag ist ein Hilfsorgan des Bundestages bei der Ausübung der parlamentarischen Kontrolle, der strukturelle Mängel und Fehlverhalten bei den Polizeibehörden des Bundes untersuchen soll.

### Kontrolle der Nachrichtendienste
Der Bundestag kontrolliert die Nachrichtendienste des Bundes, also den Bundesnachrichtendienst, den Militärischen Abschirmdienst und das Bundesamt für Verfassungsschutz. Für diese bestehen zunächst die normalen Elemente der parlamentarischen Kontrolle der Exekutive wie Debatten, Aktuelle Stunden, Große sowie Kleine Anfragen und Untersuchungsausschüsse. Darüber hinaus bestehen spezielle Organe und Hilfsorgane:
Das Parlamentarische Kontrollgremium (PKGr) besteht aus dreizehn Mitgliedern des Bundestages. Diese sind auch gegenüber ihren Bundestagskollegen zur Verschwiegenheit verpflichtet. Seit 2017 unterstützt ein Ständiger Bevollmächtigter des PKGr die Arbeit des Kontrollgremiums. Das Amt hat Matthias Bartke inne. Der Bevollmächtigte kann auf vier Referate zurückgreifen. Die G 10-Kommission überwacht die Eingriffe der Nachrichtendienste in die in Art. 10 GG garantierten Geheimnisse Brief-, Post- und Fernmeldegeheimnis. Das Vertrauensgremium übt die Budgetkontrolle über die geheimen Wirtschaftspläne der Nachrichtendienste des Bundes aus. Der MAD fällt zudem in den Kontrollbereich des Wehrbeauftragten. Im Übrigen besteht das Gremium nach Artikel 13 Absatz 6 Grundgesetz zur Kontrolle des Einsatzes technischer Überwachungsmittel in Wohnungen.

### Genehmigung von Einsätzen bewaffneter Streitkräfte
Nach ständiger Rechtsprechung des Bundesverfassungsgerichts darf gemäß Art. 24 GG die Bundeswehr außerhalb des NATO-Territoriums eingesetzt werden.
Das Verfassungsgericht sieht einen generellen Parlamentsvorbehalt beim „Einsatz bewaffneter Streitkräfte“, weshalb die Einsätze vom Bundestag genehmigt werden müssen; dies wird als Prinzip der Parlamentsarmee bezeichnet. Allenfalls bei Gefahr im Verzug kann die Bundesregierung eine vorläufige Entscheidung treffen, die nachträglich vom Parlament genehmigt werden muss. Seitdem wird jeder Einsatz bewaffneter Streitkräfte, der von der Regierung beschlossen wird, in einem aus zwei Lesungen bestehenden Verfahren behandelt, analog zum Gesetzgebungsverfahren. Bei dieser Entscheidung ist keine Zustimmung des Bundesrates erforderlich. Es handelt sich hierbei um einen schlichten Parlamentsbeschluss.
Im Jahr 2001 verband Bundeskanzler Gerhard Schröder eine solche Genehmigung mit der Vertrauensfrage.

### Anklage von Staatsorganen
Der Bundestag und der Bundesrat können den Bundespräsidenten wegen vorsätzlicher Verletzung der Verfassung oder eines Bundesgesetzes vor dem Bundesverfassungsgericht anklagen, um ihn damit seines Amtes zu entheben. Dazu bedarf es einer Zweidrittelmehrheit in dem jeweiligen Gremium. Da der Bundespräsident von der Bundesversammlung gewählt wird und diese nicht wieder tätig werden kann, können Bundestag und Bundesrat jeweils für sich die Anklage beschließen.
Das Parlament kann hingegen kein Mitglied der Bundesregierung anklagen, da die Regierung teils direkt, teils indirekt, jedenfalls vollständig vom Parlament abhängig ist und durch ein Misstrauensvotum abgesetzt werden kann.
Mitglieder der Bundesregierung genießen als solche keine politische Immunität. Sind sie gleichzeitig Abgeordnete, muss der Bundestag allerdings ihre Abgeordneten-Immunität aufheben, bevor die Strafprozessordnung Anwendung finden kann.

## Wahlfunktion
Das Parlament wählt die Spitze der anderen Staatsorgane bzw. wirkt an deren Bestimmung mit. Auf untergeordneter Ebene vermitteln die obersten Staatsorgane nachgeordneten Organen nach diesem Prinzip ebenfalls demokratische Legitimation: So ernennt beispielsweise der Bundespräsident die Bundesbeamten und die Minister (auf Vorschlag des Bundeskanzlers).

### Wahl des Bundespräsidenten
Aufgabe der Bundesversammlung ist die Wahl des Bundespräsidenten. Die Mitglieder des Bundestages stellen eine Hälfte der Bundesversammlung. Die andere Hälfte besteht aus Personen, die von den Landtagen der Bundesländer nach dem Prinzip der Verhältniswahl gewählt werden. Der Bundestagspräsident ist Präsident der Bundesversammlung. Gewählt wird mit verdeckten amtlichen Stimmzetteln. Gewählt ist, wer die Stimmen der Mehrheit der Mitglieder der Bundesversammlung erhält. Der Präsident des Bundestages teilt dem Gewählten die Wahl mit und fordert ihn auf, ihm binnen zwei Tagen zu erklären, ob er die Wahl annimmt. Gibt der Gewählte innerhalb dieser Frist keine Erklärung ab, so gilt die Wahl als abgelehnt.

### Wahl des Bundeskanzlers
Der Bundeskanzler wird vom Bundestag ohne Aussprache gewählt. Die Geschäftsordnung des Bundestages bestimmt, dass die Wahl geheim ist. Zunächst erfolgt ein Vorschlag des Bundespräsidenten, der hinsichtlich der Person, die er vorschlägt, rechtlich frei, politisch jedoch sehr stark gebunden ist: In der Praxis schlägt er stets denjenigen Kandidaten vor, der nach erfolgreichen Koalitionsverhandlungen eine Bundestagsmehrheit hinter sich vereinen kann. Dies ist in der Regel (nicht zwingend) der Kanzlerkandidat der stärksten Fraktion im Bundestag. Wählt der Bundestag den Vorgeschlagenen mit den Stimmen der Mehrheit seiner Mitglieder, so wird der Gewählte vom Bundespräsidenten ernannt. Mit Ausnahme der Wahl von Friedrich Merz am 6. Mai 2025, die erst im zweiten Wahlgang erfolgreich war, ist jeder Kandidat vom Bundestag im ersten Wahlgang gewählt worden. Wählt der Bundestag den vom Bundespräsidenten Vorgeschlagenen nicht, so hat der Bundestag 14 Tage Zeit, nach Vorschlägen aus seiner Mitte einen Bundeskanzler mit den Stimmen der Mehrheit seiner Mitglieder (absolute Mehrheit) zu wählen. Gelingt es dem Bundestag nicht, in dieser Zeit eine Person zu wählen, so findet nach Ablauf der Frist unverzüglich ein neuer Wahlgang statt, in dem gewählt ist, wer die meisten Stimmen erhält. Ist diese Mehrheit zugleich eine absolute Mehrheit, so muss der Bundespräsident den Gewählten binnen sieben Tagen ernennen. Konnte der Gewählte nur eine relative Mehrheit auf sich vereinen, so kann der Bundespräsident binnen sieben Tagen entscheiden, ob er den Gewählten zum Bundeskanzler ernennt oder den Bundestag auflöst.

### Misstrauensvotum und Vertrauensfrage
Hat der Bundeskanzler nicht mehr die Mehrheit des Bundestages hinter sich, so kann dieser ihn nur seines Amtes entheben, indem er gleichzeitig mit den Stimmen der Mehrheit seiner Mitglieder einen Nachfolger wählt. Der Bundespräsident muss den bisherigen Bundeskanzler entlassen und den neu gewählten ernennen.
Der Bundeskanzler kann auch dem Bundestag die Vertrauensfrage stellen. Wird sie nicht positiv beantwortet, das heißt stimmt weniger als die absolute Mehrheit der Mitglieder des Bundestages dem Vertrauensantrag zu, so kann der Bundespräsident auf Vorschlag des Bundeskanzlers den Bundestag auflösen oder mit Zustimmung des Bundesrates den Gesetzgebungsnotstand ausrufen.

### Wahl der Bundesrichter
Der Bundestag bestimmt gemäß Art. 93 GG die Hälfte der Richter des Bundesverfassungsgerichtes. Kommt innerhalb einer zu bestimmenden Frist nach dem Ende der Amtszeit oder dem vorzeitigen Ausscheiden eines Richters eine Wahl seines Nachfolgers nicht zustande, kann durch Bundesgesetz vorgesehen werden, dass das Wahlrecht vom Bundesrat wahrgenommen wird. Nach § 6 BVerfGG wird die Wahl seit dem 30. Juni 2015 durch das Plenum durchgeführt. Wahlvorschläge werden durch den zwölfköpfigen Wahlausschuss unterbreitet, dessen Mitglieder nach dem Höchstzahlverfahren nach d’Hondt bestimmt werden. Ein Wahlvorschlag wird mit acht der 12 Ausschussstimmen beschlossen, die Wahl selbst ist mit Zweidrittelmehrheit der abgegebenen Stimmen, mindestens der Mehrheit der Mitglieder des Bundestages, erfolgreich. Damit soll gesichert werden, dass Verfassungsrichter nicht politisch einseitig gewählt werden. In der Regel einigen sich die zwei großen Fraktionen auf ein „Paket“, mit dem jeweils eine gleiche Zahl von Unions- und SPD-nahen Kandidaten gewählt wird. Gelegentlich wird auch je ein Kandidat von den Grünen und der FDP nominiert und gewählt. In ihrer Rechtsprechung haben die Verfassungsrichter jedoch selten entlang der politischen Linie der Parteien entschieden, die sie nominierten. Die andere Hälfte der Verfassungsrichter wird vom Bundesrat mit Zweidrittelmehrheit gewählt.
Die Bundesrichter an den obersten Gerichtshöfen des Bundes, also am Bundesgerichtshof, am Bundesverwaltungsgericht, am Bundesfinanzhof, am Bundesarbeitsgericht und Bundessozialgericht, werden vom zuständigen Fachminister des Bundes zusammen mit einem Richterwahlausschuss gewählt, der aus den jeweils zuständigen Fachministern der Länder und einer gleichen Zahl von Bundestagsmitgliedern gebildet wird.

### Weitere Wahlfunktionen
Neben diesen zentralen Wahlen bestellt der Bundestag den Präsidenten und den Vizepräsidenten des Bundesrechnungshofes, den Wehrbeauftragten, den Bundesbeauftragten für den Datenschutz und die Informationsfreiheit, den Bundesbeauftragten für die Opfer der SED-Diktatur, zwei Drittel der Mitglieder des Gemeinsamen Ausschusses sowie die Hälfte der Mitglieder des Vermittlungsausschusses. Bis zu seiner Auflösung zum 17. Juni 2021 bestellte der Bundestag darüber hinaus den Bundesbeauftragten für die Stasi-Unterlagen.

## Bundeshaushaltsrecht
Das Budgetrecht ist ein wichtiges Recht des Parlamentes. Mit dem Budgetrecht legt das Parlament fest, in welchen Gebieten der Bund Prioritäten setzt. Die Budgetierung als solche ist nicht zwingend eine Gesetzgebung im engeren Sinne; ein Parlament kann sein Budgetrecht grundsätzlich auch durch schlichten Parlamentsbeschluss, der nicht den Rang eines Gesetzes hat, ausüben. Der Bundeshaushalt wird jedoch in Form eines Bundesgesetzes – ohne Zustimmung des Bundesrates – beschlossen.
Die deutsche Staatstradition hat das demokratische Prinzip der Parlamentsbudgetierung nur sehr zögerlich übernommen, obwohl es in der Entwicklung der Demokratie zum Kern der Parlamentsrechte gehörte und exemplarisch etwa im britischen House of Commons verwirklicht war. Im Gegensatz dazu hatte zur Zeit Bismarcks die Regierung in wichtigen Bereichen das Budgetrecht inne. Diese Erfahrung zeigte, dass ein Parlament ohne vollständige Budgetkontrolle ein schwaches Parlament ist.
In der Debatte über den Haushalt des Bundeskanzleramtes findet sowohl in der ersten wie in der zweiten Lesung traditionell eine Generaldebatte über die Politik der Bundesregierung statt. Die Opposition nutzt die Gelegenheit, die Schwächen, die sie bei der Bundesregierung ausgemacht hat, der Öffentlichkeit aufzuzeigen; die Regierung wehrt sich ihrerseits mit Angriffen auf die Opposition.

## Bundeshaushalt des Deutschen Bundestages
Der im Bundeshaushalt 2025/2014 vorgesehene Etat des Deutschen Bundestages umfasst 487,4/827,1 Millionen Euro. Der größte Anteil daran entfällt mit 303,9/169,0 Millionen Euro (rund 24/23 Prozent) auf „Aufwendungen für die Beschäftigung von Mitarbeitern nach § 12 Abs. 3 Abgeordnetengesetz“, also auf Gelder, die Mitglieder des Bundestages für die Beschäftigung von für zur Erfüllung ihrer parlamentarischen Aufgaben notwendigen Mitarbeitern gegen Nachweis erhalten. Die zweit- und drittgrößten Anteile entfallen auf die Geldleistungen an die Fraktionen des Deutschen Bundestages (139,8/80,2 Millionen Euro beziehungsweise 11/11 Prozent) sowie auf die Entgelte für die Arbeitnehmer des Bundestages selbst (47,0/46,7 Millionen Euro beziehungsweise 10/10 Prozent).
An vierter Stelle folgt die Abgeordnetenentschädigung und Amtszulage des Präsidiums sowie der Ausschussvorsitzenden in Höhe von 95,8/61,5 Millionen Euro (entspricht 7,6/8,5 Prozent des Bundeshaushaltes). Die Abgeordnetenentschädigung ist steuerpflichtig. Hinzu kommen eine steuerfreie Kostenpauschale sowie die Kostenerstattung für Reisen, die im Zusammenhang mit der Ausübung des Mandats stehen. Nach dem Ausscheiden aus dem Bundestag stehen den Abgeordneten ein Übergangsgeld sowie eine Altersversorgung, die ab dem 67. Lebensjahr gezahlt wird, zu. Hierfür sind 2014 im Haushalt 39,9 Millionen Euro vorgesehen.

## Verteidigungsfall
Die Feststellung des Verteidigungsfalls wird, sofern er rechtzeitig zusammentreten kann, vom Bundestag, ansonsten vom Gemeinsamen Ausschuss, der zu einem Drittel aus Mitgliedern des Bundesrates, zu zwei Dritteln aus Mitgliedern des Bundestages besteht, getroffen. Der Beschluss bedarf jeweils einer Zweidrittelmehrheit, mindestens der Mehrheit der Mitglieder des Bundestages. Ist der Verteidigungsfall beschlossen und kann der Bundestag nicht zusammentreten, so übernimmt der Gemeinsame Ausschuss dessen Rechte und ersetzt Bundestag und Bundesrat. Ist der Bundestag jedoch beschlussfähig, so beraten bei dringlichen Gesetzen Bundestag und Bundesrat Gesetzentwürfe gemeinsam. Die Wahlperiode des Bundestages wird bis sechs Monate nach dem Ende des Verteidigungsfalls verlängert. Für die Dauer des Verteidigungsfalles ist die Auflösung des Bundestages ausgeschlossen. Der Bundestag kann jederzeit den Verteidigungsfall für beendet erklären, er muss es tun, wenn die Voraussetzungen für dessen Feststellung nicht mehr gegeben sind.

## Verwaltung des Deutschen Bundestages
Die Verwaltung des Deutschen Bundestages unterstützt die Abgeordneten des Deutschen Bundestages, sorgt für einen reibungslosen Parlamentsbetrieb und stellt die Infrastruktur sowie Logistik für das Parlament zur Verfügung. Die Bundestagsverwaltung ist eine oberste Bundesbehörde und steht damit auf einer Ebene mit den Ministerien des Bundes und anderen obersten Bundesbehörden. Sie untersteht der Präsidentin/dem Präsidenten des Deutschen Bundestages und ihr gehören rund 3.200 Mitarbeiter an.
Grundsätzlich besteht die Bundestagsverwaltung dabei aus dem Büro der Präsidentin mit dem Leitungsstab und dem Direktor beim Deutschen Bundestag sowie den sechs Fachabteilungen. Zusätzlich gehören noch das Büro des Wehrbeauftragten des Deutschen Bundestages, der Polizeibeauftragte des Bundes beim Deutschen Bundestag und der Ständiger Bevollmächtigter des Parlamentarischen Kontrollgremiums mit ihren Arbeitsbereichen zur Bundestagsverwaltung oder sind ihr angegliedert.
Die sechs Fachabteilungen der Bundestagsverwaltung sind:
- Abteilung Parlament und Abgeordnete (P)
- Abteilung Außenbeziehungen, Europa und Analyse (A)
- Abteilung Information und Dokumentation (I)
- Abteilung Bau und Infrastruktur (B)
- Abteilung Digitalisierung (D)
- Zentralabteilung (Z)

## Liegenschaften

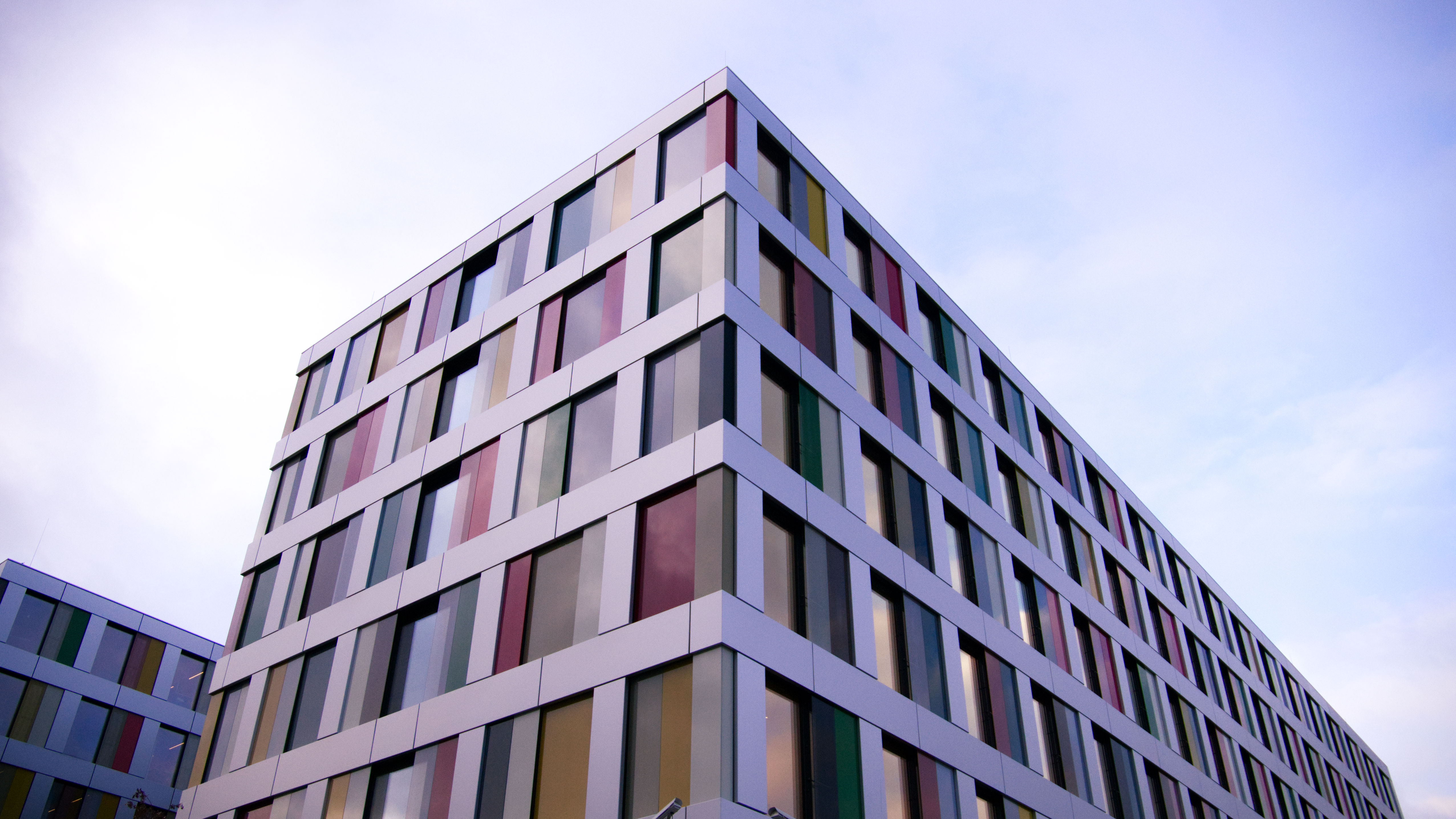
Modulbau Bundestag (Luisenblock West) im November 2023

Der Deutsche Bundestag ist auf mehrere Liegenschaften im Berliner Bezirk Mitte verteilt. Der Platzbedarf des Bundestages wird zunehmend größer. Im Gegensatz zu allen Bundesministerien, dem Bundespräsidialamt, dem Bundeskanzleramt und dem Bundesrat unterhält er keinen Dienstsitz in der Bundesstadt Bonn.
Die Liegenschaften des Deutschen Bundestages in Berlin:
- Plenarbereich Reichstagsgebäude (Platz der Republik 1; Hauptanschrift des Deutschen Bundestages)
- ehemaliges Reichstagspräsidentenpalais (Friedrich-Ebert-Platz 2; Sitz der Deutschen Parlamentarischen Gesellschaft)
- Deutscher Dom (Am Gendarmenmarkt 1; beherbergt seit 2002 die Ausstellung Wege, Irrwege, Umwege. Die Entwicklung der parlamentarischen Demokratie in Deutschland)
- Elisabeth-Selbert-Haus (Unter den Linden 62–68)
- Helene-Weber-Haus (Dorotheenstraße 88)
- Jakob-Kaiser-Haus (Dorotheenstraße 100–101)
- Marie-Elisabeth-Lüders-Haus (Adele-Schreiber-Krieger-Straße 1)
- Matthias-Erzberger-Haus (Unter den Linden 71 / Wilhelmstraße 60)
- Otto-Wels-Haus (Unter den Linden 50)
- Paul-Löbe-Haus (Konrad-Adenauer-Straße 1)

- Alt Moabit 101 D
- Bunsenstraße 2
- Dorotheenstraße 99, 93
- Kindertagesstätte (Otto-von-Bismarck-Allee 2)
- Lager Genthiner Straße 38
- Lager Spandau
- Luisenblock Ost[209]
- Luisenblock West Modulbau
- Luisenstraße 32–34, 35
- Luisenstraße 17, Reinhardt-Höfe
- Neustädtische Kirchstraße 14, 15
- Schadowstraße 12/13, Schadowhaus
- Schiffbauerdamm 17, 21
- Unterirdisches Erschließungssystem (UES)
- Unter den Linden 74
- Wilhelmstraße 64, 65
- Miguelstraße 66, Dienstvilla der Bundestagspräsidentin

## Geschichte

### Vorläufer vor 1866
Die Begriffsherkunft des Wortbestandteils „-tag“ entspricht der des Landtages: Historisch waren Menschen einen Tag lang beisammen, um alle gemeinsamen Angelegenheiten zu verhandeln. Ähnlich wie in vielen anderen Ländern bildete sich in Deutschland eine parlamentarische Tradition langsam heraus. Die ersten deutschen Parlamente gab es in Süddeutschland am Anfang des 19. Jahrhunderts. Der Deutsche Bund allerdings hatte als einziges und gemeinsames Organ nur den Bundestag.

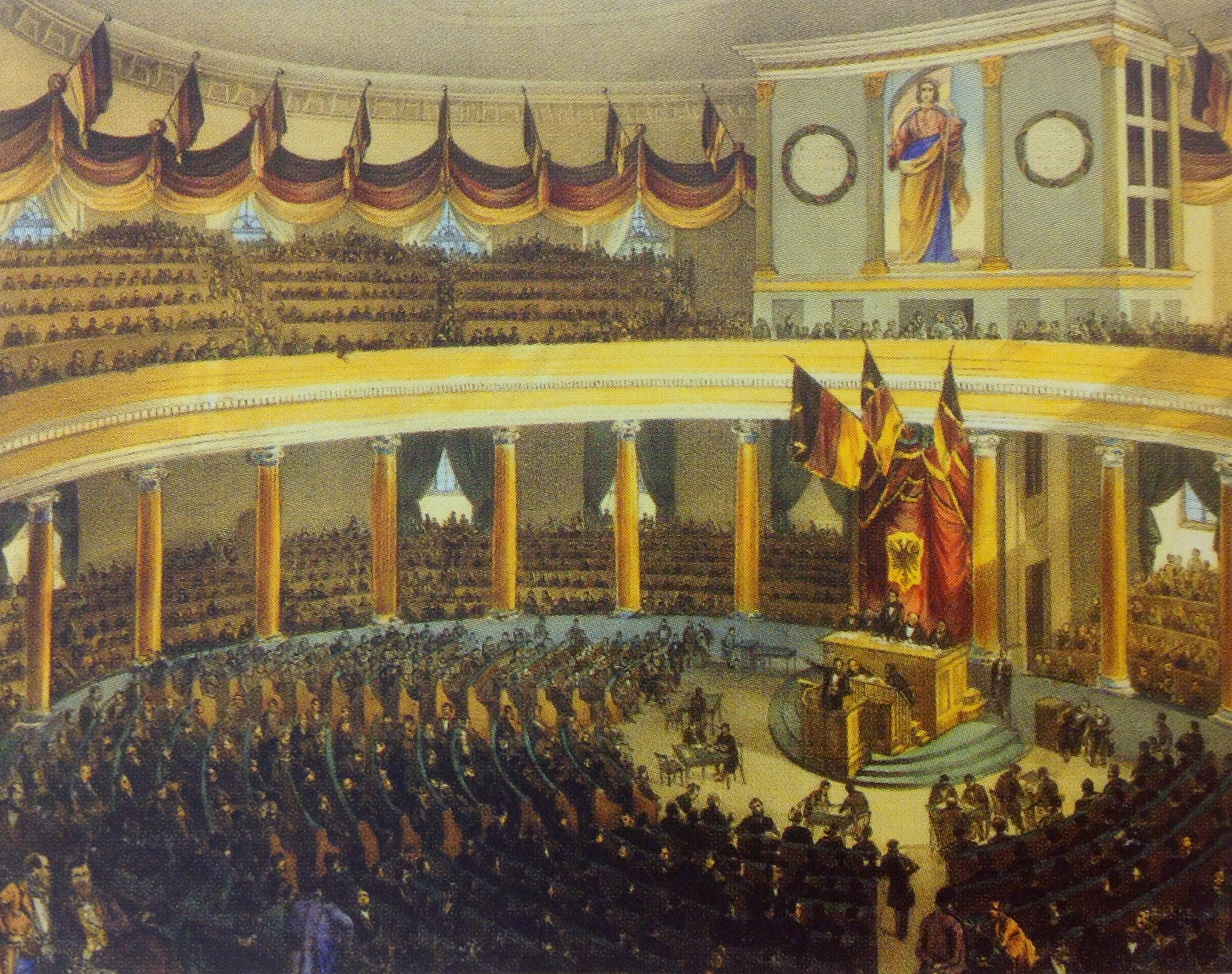
Die Deutsche Nationalversammlung tagte 1848/1849 in der Frankfurter Paulskirche.

Das erste Parlament für ganz Deutschland war die Frankfurter Nationalversammlung, gewählt nach einem Beschluss des Bundestages in der Märzrevolution 1848. Die Gliedstaaten ließen sie nach allgemeinem Wahlrecht (für Männer) wählen. Die Nationalversammlung setzte eine provisorische Regierung ein, erließ Reichsgesetze und erarbeitete eine Verfassung, die Frankfurter Reichsverfassung vom 28. März 1849.
Die Verfassung sah eine konstitutionelle Monarchie, einen Bundesstaat (zunächst) für die Gebiete vor, die schließlich „Kleindeutschland“ genannt wurden. Das Parlament sollte ein Reichstag sein, der aus zwei Kammern bestand: ein vom Volk direkt gewähltes Volkshaus sowie ein Staatenhaus, das von den Parlamenten und Regierungen der Gliedstaaten gewählt wurde. Die größeren Staaten wie Preußen schlugen die Revolution im Frühjahr 1849 nieder und verboten die Mitgliedschaft in der Nationalversammlung.
In den Diskussionen um eine Bundesreform wurde wiederholt die Forderung nach einem Parlament neben dem Bundestag erhoben. Österreich wollte allenfalls eine Versammlung von Abgeordneten der Landesparlamente zulassen. Preußen hingegen schloss sich der Forderung schließlich an: Bei einem direkt gewählten Parlament wäre seine eigene Bevölkerungsstärke zur Geltung gekommen. Das Parlament war ein Hauptargument Preußens in der Entwicklung, die 1866 zum Deutschen Krieg führte.

### Entwicklung im deutschen Bundesstaat seit 1867

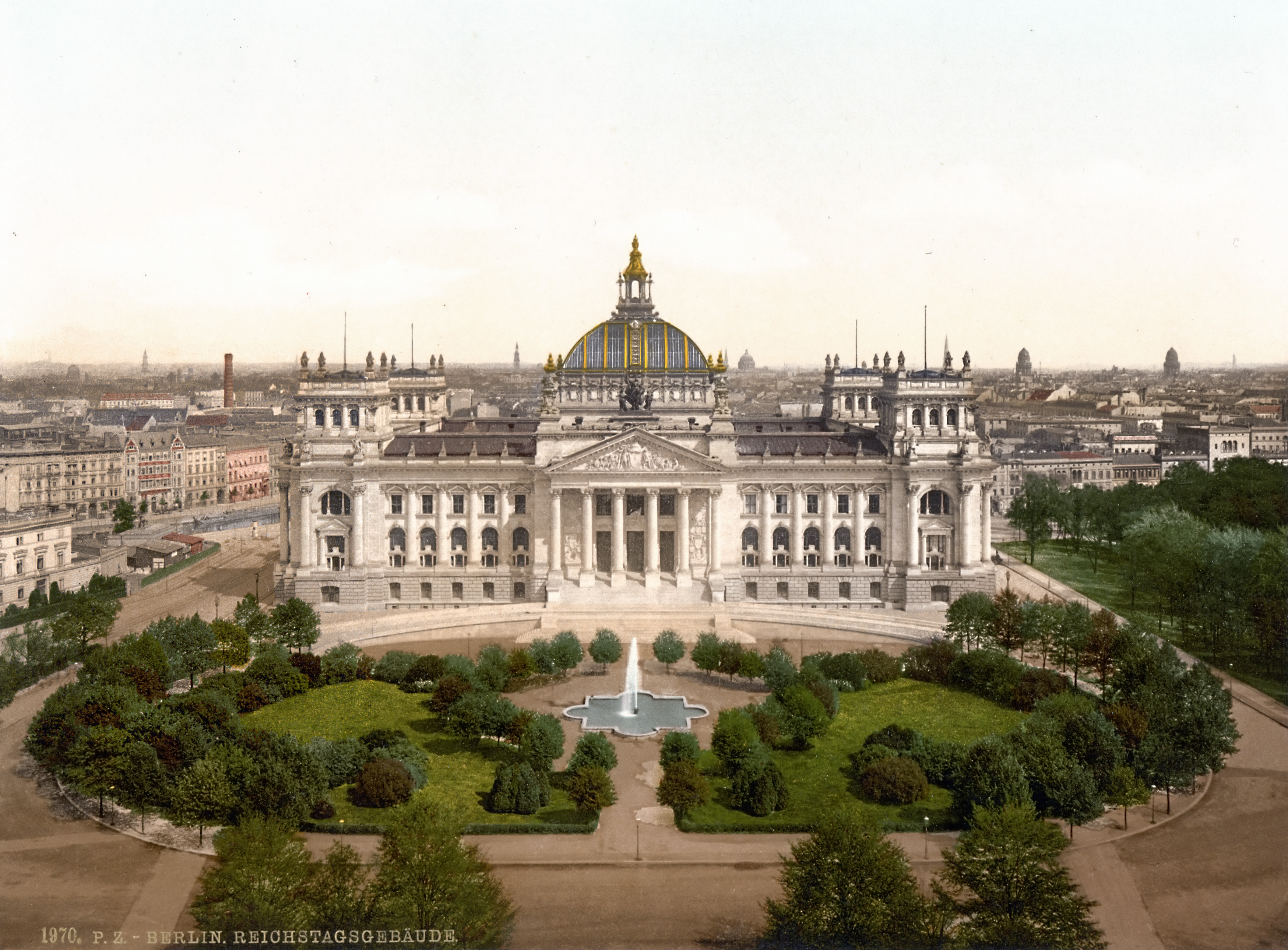
Das Reichstagsgebäude von 1894 auf einem Foto um die Jahrhundertwende

Nach der Auflösung des Deutschen Bundes kam es zum Norddeutschen Bund unter preußischer Vorherrschaft. Ein konstituierender Reichstag (Februar bis April 1867), nach Vorbild des Frankfurter Reichswahlgesetzes von 1849 gewählt, vereinbarte mit den Regierungen eine Verfassung. Im August wurde erstmals das Parlament des neuen Bundesstaates gewählt, das ebenfalls Reichstag hieß. Der Name Reichstag verwies auf den alten Reichstag sowie die Frankfurter Reichsverfassung von 1849.
Bereits in die Zeit des Norddeutschen Bundes fiel die Entstehung des Fünfparteiensystems, das bis in die Weimarer Republik erhalten blieb. Mit dem Beitritt der süddeutschen Staaten 1870/1871 wurde der Gesamtstaat in Deutsches Reich umbenannt; das politische System an sich änderte sich nicht.
Der Reichstag des Norddeutschen Bundes bzw. des Kaiserreiches war ein Einkammerparlament. Er kam durch allgemeine Wahl der norddeutschen bzw. deutschen Männer zustande. Gesetze konnten nur mit Zustimmung des Reichstags erlassen werden. Der Reichstag hatte auch ein Initiativrecht, also das Recht, Gesetzesentwürfe vorzuschlagen. Allerdings galt beides auch für den Bundesrat der Mitgliedsstaaten. Der Reichskanzler, der einzige verantwortliche Minister, wurde vom Kaiser ernannt. Erst seit den Oktoberreformen 1918 bedurfte der Reichskanzler laut Verfassung des Vertrauens des Reichstags.

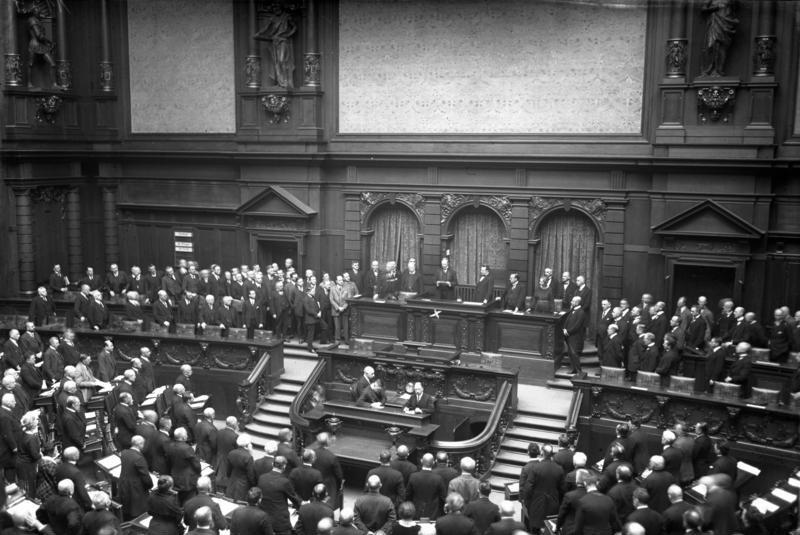
Der Reichstag im Jahr 1925

Die Weimarer Nationalversammlung von 1919 arbeitete nach der Novemberrevolution des Jahres 1918 die republikanische Weimarer Verfassung aus. Nach ihrem Inkrafttreten fungierte die Nationalversammlung zunächst als Parlament, bis sie schließlich durch einen am 6. Juni 1920 neu gewählten Reichstag abgelöst wurde. 1918/1919 wurde das Mehrheitswahlrecht des Kaiserreichs durch das Verhältniswahlrecht ersetzt sowie das Frauenwahlrecht eingeführt.
In der Weimarer Zeit wurde die verfassungsmäßige Macht des Reichstages wiederholt eingeschränkt: zum einen durch Ermächtigungsgesetze zugunsten der Regierung, zum anderen durch sogenannte Notverordnungen des Reichspräsidenten. Das Ermächtigungsgesetz vom 24. März 1933 gab der Regierung von Adolf Hitler eine Blankovollmacht, Gesetze einfach selbst zu erlassen. Der Reichstag verlor damit seine Bedeutung. Seit Juli gab es nur noch eine nationalsozialistische Fraktion. Am 12. November 1933 wurde der Reichstag undemokratisch neu gewählt.
Nach der bedingungslosen Kapitulation am Ende des Zweiten Weltkrieges entstand auf der föderalen Ebene eine parlamentslose Zeit, da die Deutschen keine Hoheitsrechte mehr innehatten. Mit dem Fortschreiten des Ost-West-Konfliktes sahen die drei westlichen Alliierten, die Vereinigten Staaten von Amerika, das Vereinigte Königreich und Frankreich, allerdings die Notwendigkeit, einen westdeutschen Staat zu errichten.
Am 1. September 1948 nahm der Parlamentarische Rat in Bonn seine Arbeit auf: Seine Aufgabe war die Schaffung eines (vorläufigen) Grundgesetzes für Westdeutschland. Die Hoffnung auf eine baldige Wiedervereinigung der drei westlichen und der Sowjetischen Besatzungszone zerfiel jedoch. Am 23. Mai 1949 wurde das Grundgesetz verkündet, es trat am folgenden Tag in Kraft. Am 7. Oktober wurde die bisherige Ostzone zur Deutschen Demokratischen Republik.
Die Einrichtung eines „Volkstages“, diese Bezeichnung wurde erst relativ spät in „Bundestag“ geändert, mit weitreichenden Befugnissen war im Parlamentarischen Rat im Vergleich zur Struktur des späteren Bundesrates wenig umstritten. Auch die diskutierten Rechte und Pflichten stimmen im Wesentlichen mit denen überein, die der Bundestag heute tatsächlich innehat.
Nach der Wiedervereinigung wechselte der Bundestag 1999 im Zuge des Hauptstadtbeschlusses aus dem Jahre 1991 von Bonn in das Reichstagsgebäude in Berlin.

### Erster Deutscher Bundestag (1949–1953)
- KPD: 15
- SPD: 131
- BP: 17
- WAV: 12
- Union: 139
- DZP: 10
- FDP: 52
- DP: 17
- Sonst.: 9

Der erste Deutsche Bundestag, der am 14. August 1949 gewählt worden war, trat am 7. September 1949 in Bonn zu seiner ersten Sitzung zusammen. Noch vor ihm war der Bundesrat erstmals zusammengekommen. Die beiden legislativen Staatsorgane waren damit konstituiert. Die erste Sitzung wurde von Alterspräsident Paul Löbe geleitet, bis schließlich Erich Köhler zum ersten Bundestagspräsidenten gewählt wurde. Am 12. September wurde Theodor Heuss von der Bundesversammlung zum ersten Bundespräsidenten, drei Tage später Konrad Adenauer vom Bundestag zum ersten Bundeskanzler gewählt. Nachdem Bundestagspräsident Köhler die Unterstützung, auch seiner eigenen Fraktion, verloren hatte, wurde 1950 Hermann Ehlers zum zweiten Bundestagspräsidenten gewählt.
Der erste Bundestag hatte die schwierige Aufgabe, die Folgen von Krieg und Vertreibung durch gesetzliche Maßnahmen in einem erträglichen Rahmen zu halten. Ebenso musste er die gesetzlichen Rahmenbedingungen für ein Wirtschaftswachstum und den Wiederaufbau der Infrastruktur setzen. Wichtige Gesetze waren die zum Lastenausgleich und die Ratifikation des außenpolitisch wichtigen Vertrages über die Europäische Gemeinschaft für Kohle und Stahl (Montanunion). Hinzu kamen Beschlussfassungen über das Betriebsverfassungsgesetz, das Wohnungsbaugesetz und das Kartellgesetz, das zum Aufkommen des Wirtschaftswunders beitrug. Auch die Wiedergutmachungsabkommen, die die Bundesregierung mit dem Staat Israel schloss, bedurften der Genehmigung durch den Bundestag. Bereits im November 1949 kam es zu einem Eklat, als der SPD-Fraktionsvorsitzende Kurt Schumacher Bundeskanzler Adenauer als „Bundeskanzler der Alliierten“ bezeichnete und dafür vorübergehend von den Sitzungen des Bundestages ausgeschlossen wurde. Am 15. Juni 1950 beschloss der Bundestag mit den Stimmen der Koalitionsfraktionen den Beitritt der Bundesrepublik Deutschland zum Europarat. Die Vollmitgliedschaft erhielt die Bundesrepublik am 2. Mai 1951.

### Zweiter Deutscher Bundestag (1953–1957)
- SPD: 162
- BHE: 27
- DZP: 3
- Union: 249
- FDP: 53
- DP: 15

Der zweite Bundestag wurde am 6. September 1953 gewählt. Auf seiner ersten Sitzung, die zunächst von Alterspräsidentin Marie-Elisabeth Lüders geleitet wurde, wurde Hermann Ehlers wieder zum Bundestagspräsidenten gewählt. Auch die Wahl des Bundeskanzlers fiel zum zweiten Mal auf Konrad Adenauer. 1954 war die Wiederwahl von Theodor Heuss zum Bundespräsidenten unumstritten. Nach dem plötzlichen Tod von Bundestagspräsident Hermann Ehlers 1954 wurde Eugen Gerstenmaier dessen Nachfolger. Bei seiner Wahl am 16. November gab es dabei den im Bundestag einmaligen Fall, dass zwei Fraktionskollegen gegeneinander um das Amt des Bundestagspräsidenten kandidierten: Gegen den offiziellen CDU/CSU-Kandidaten Gerstenmaier, der vielen Abgeordneten auch der Regierungskoalition zu „kirchennah“ war, trat der von dem FDP-Abgeordneten Hans Reif vorgeschlagene Ernst Lemmer an und verlor erst im dritten Wahlgang mit lediglich 14 Stimmen Unterschied.
Auch der zweite Bundestag musste noch wesentlich für die Konsolidierung des deutschen Staatswesens kämpfen. Auch wenn durch das Wirtschaftswunder viele deutliche Verbesserungen möglich waren, bedurften die wesentlichen Weichenstellungen der Zustimmung des Bundestages. In seine Legislatur fielen die Rentenreform hin zur dynamischen Rente, die Zustimmung zu den Römischen Verträgen und zur letztlich scheiternden Europäischen Verteidigungsgemeinschaft. Auch die Tatsache, dass die Bundesrepublik 1955 wieder zum größten Teil souverän wurde und damit außenpolitisch handlungsfähiger wurde, erweiterte die Aufgaben des Bundestages. Schließlich waren die Wiederbewaffnung und der Aufbau der Bundeswehr mit dem NATO-Beitritt eine wichtige Entwicklung, die gesetzgeberisch von ihm begleitet werden musste. Hierzu gehört auch der erste größere Umbau des Grundgesetzes mit der Einfügung einer Wehrverfassung. Diese Veränderungen erfolgten gegen den starken Widerstand der SPD-Opposition. Durch den Beitritt des Saarlandes erhöhte sich ab dem 4. Januar 1957 die Anzahl der Bundestagsabgeordneten um zehn.

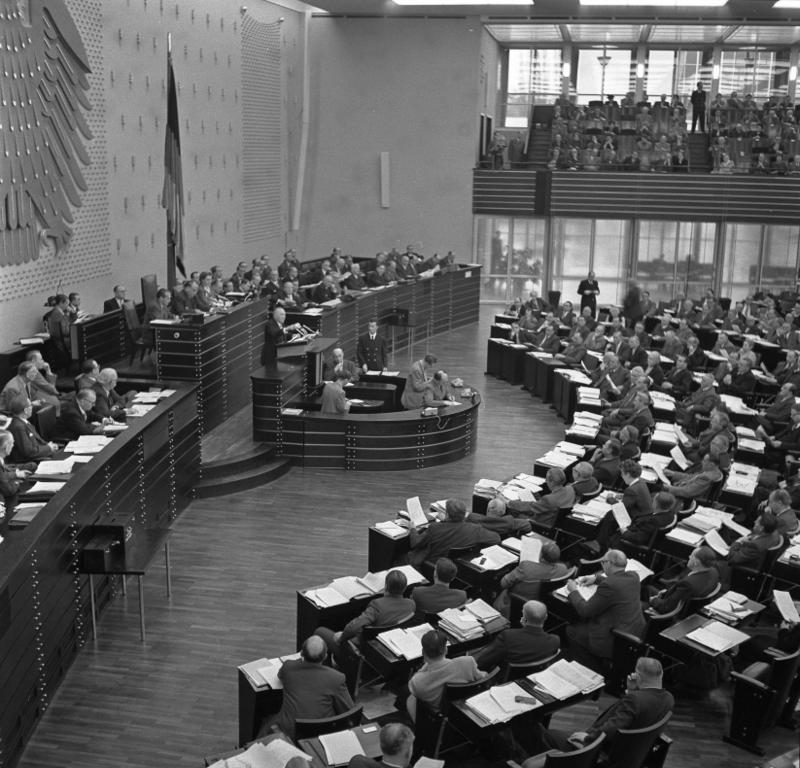
1. Lesung der Pariser Verträge, Bonn 1954
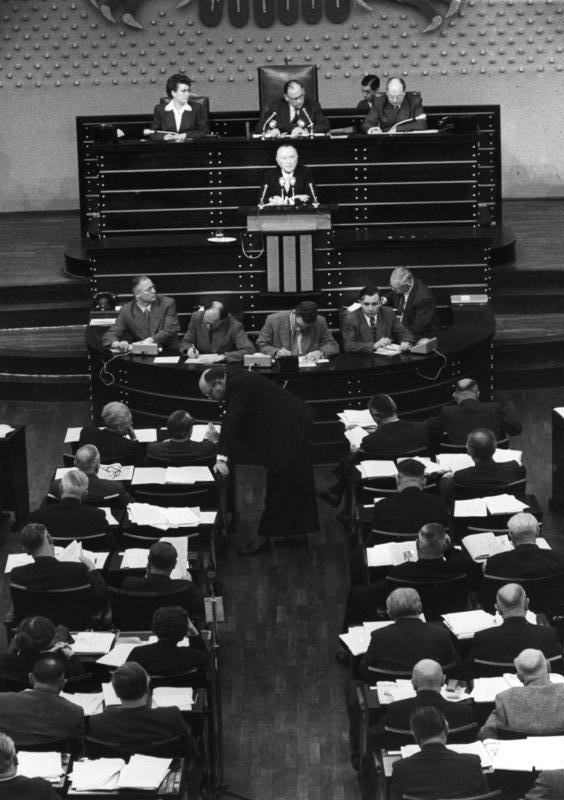
Konrad Adenauer, Bonn 1954
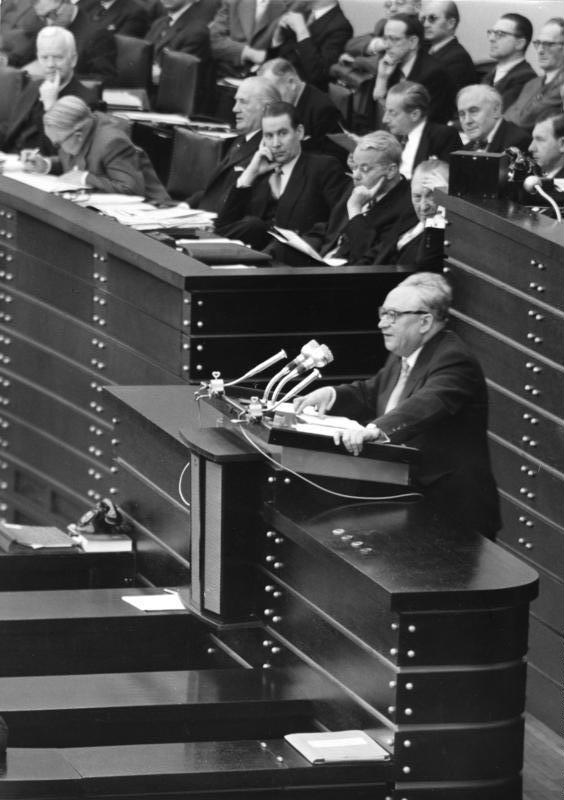
Erich Ollenhauer, Bonn 1954
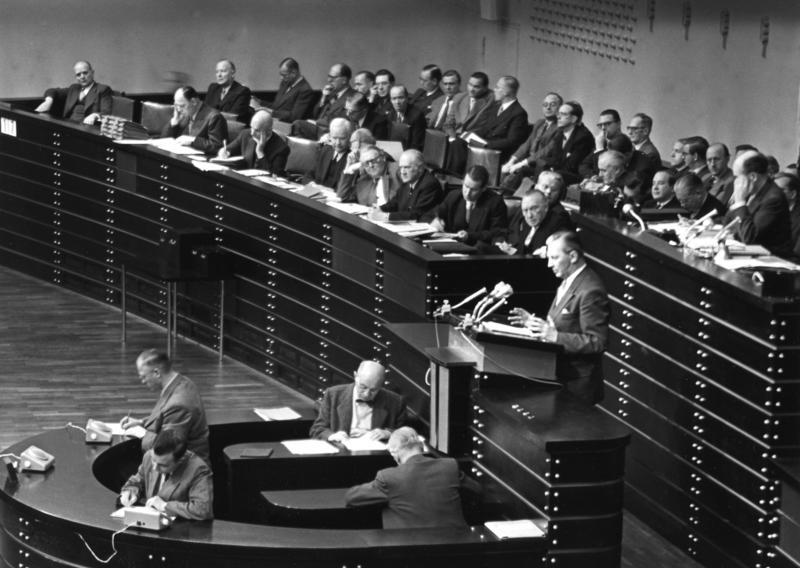
Kurt Georg Kiesinger, Bonn 1954
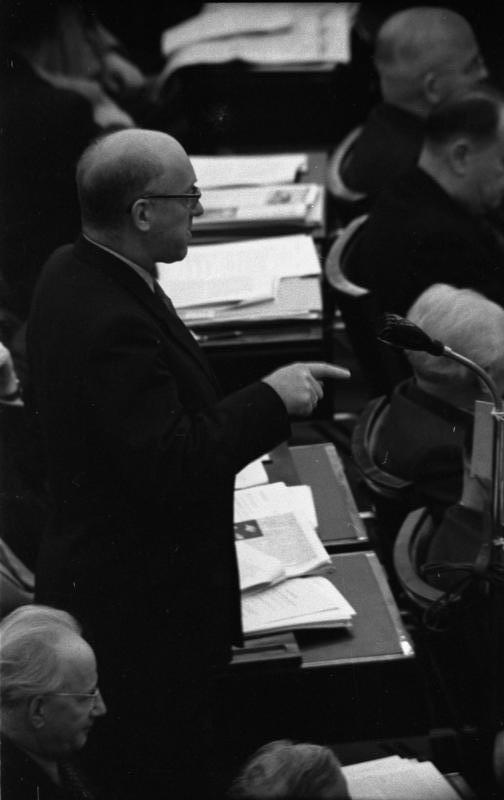
Fritz Erler, Bonn 1954

### Dritter Deutscher Bundestag (1957–1961)
- SPD: 181
- Union: 277
- FDP: 43
- FDV: 1
- DP: 17

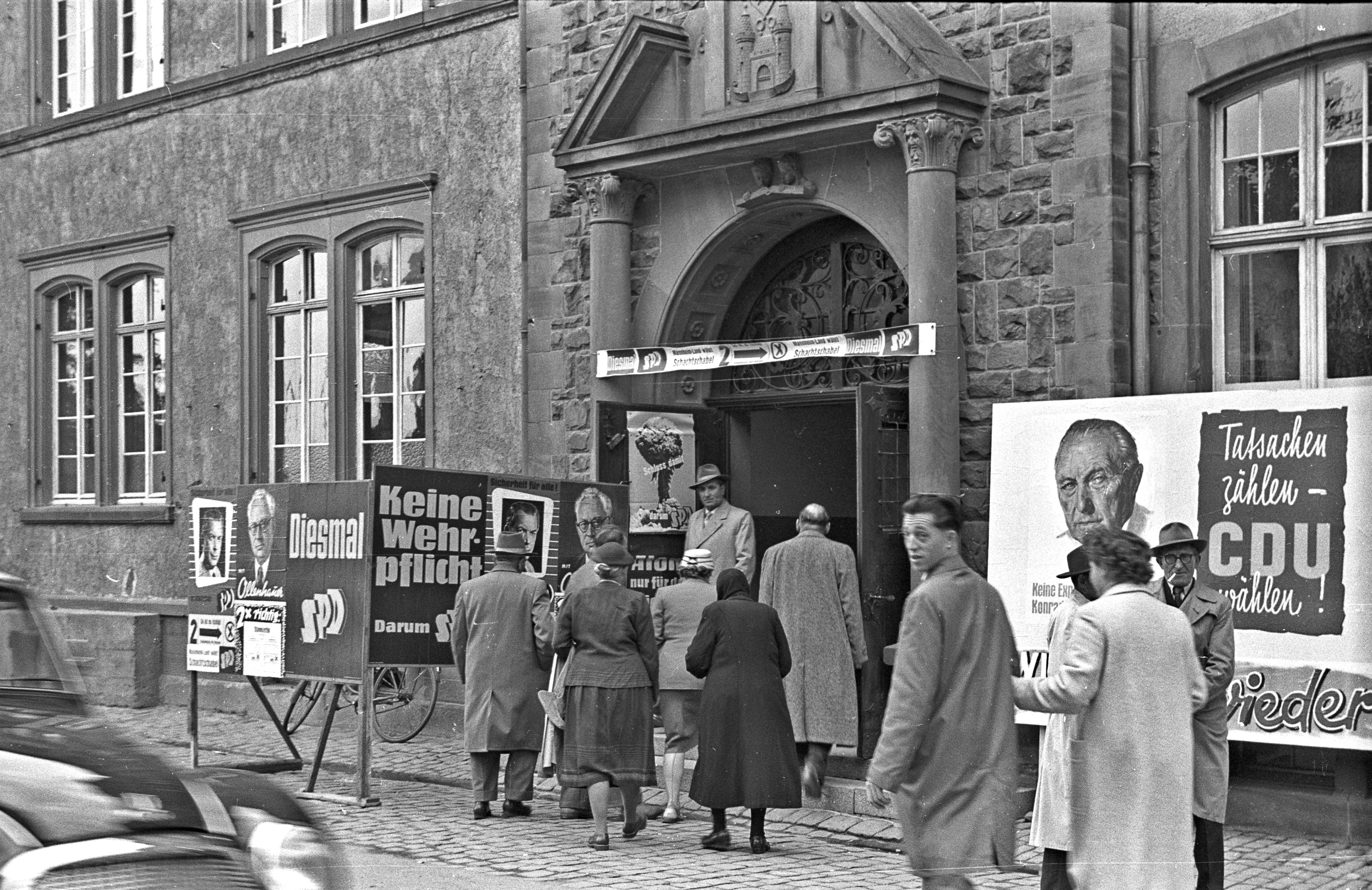
Wahllokal für die Bundestagswahlen 1957

Der dritte Bundestag wurde am 15. September 1957 gewählt. Auf seiner ersten Sitzung, die zunächst wiederum von Alterspräsidentin Marie-Elisabeth Lüders geleitet wurde, wählten die Abgeordneten Eugen Gerstenmaier wieder zum Bundestagspräsidenten und Konrad Adenauer wieder zum Bundeskanzler. Bei der Wahl des deutschen Bundespräsidenten 1959 fiel die Wahl nach dem Rückzug von Theodor Heuss auf den CDU-Politiker Heinrich Lübke, der damit zweiter Bundespräsident wurde.
Die Legislaturperiode verlief zunächst ohne große Besonderheiten. 1959 verkündete die SPD jedoch das Godesberger Programm, mit dem sie die Abkehr von einer Klassenkampfpartei hin zu einer sozialdemokratischen Volkspartei vornahm. 1960 erklärte der SPD-Abgeordnete Herbert Wehner, dass die SPD fortan die Westbindung und die Integration in die westeuropäischen Vertragssysteme mittragen würde. Der Bau der Berliner Mauer 1961 fiel mitten in den Wahlkampf.

### Vierter Deutscher Bundestag (1961–1965)
- SPD: 203
- Union: 251
- FDP: 67

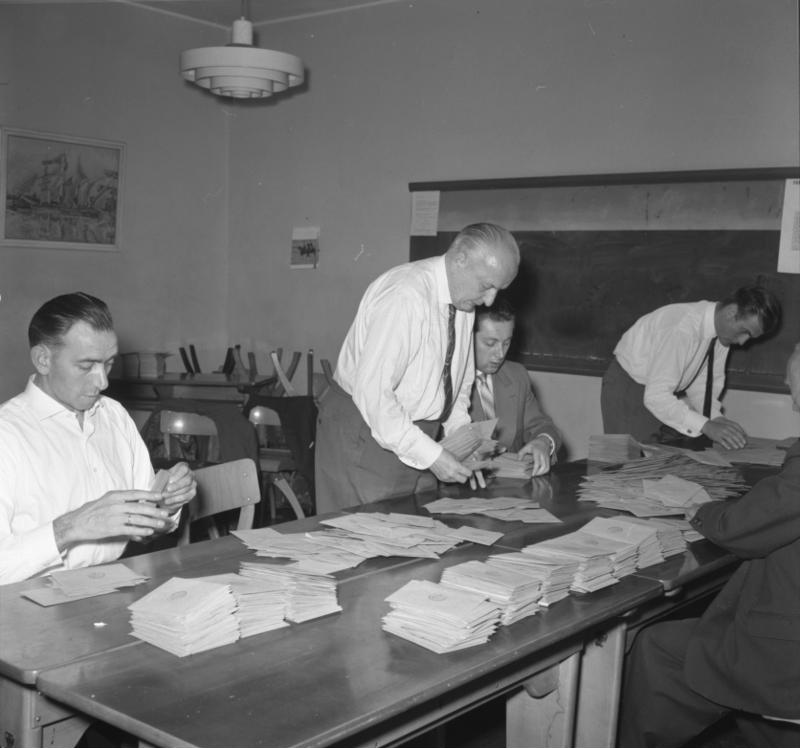
Stimmenauszählung 1961

Auf der konstituierenden Sitzung des am 17. September 1961 gewählten vierten Bundestages, die von Robert Pferdmenges als Alterspräsident geleitet wurde, wurde Eugen Gerstenmaier erneut zum Bundestagspräsidenten und Konrad Adenauer zum vierten Mal zum Bundeskanzler gewählt. Nach Adenauers Rücktritt 1963 wurde Ludwig Erhard gegen den entschiedenen Widerstand seines Vorgängers neuer Bundeskanzler. Die Wahl des deutschen Bundespräsidenten 1964 verlief dagegen unproblematischer: Heinrich Lübke wurde mit Unterstützung der SPD wiedergewählt.
Gesetzgeberisch fielen wichtige Entscheidungen in die vierte Legislaturperiode: Der Vertrag über die Deutsch-französische Freundschaft wurde Anfang 1963 noch von Adenauer unterzeichnet und im Bundestag ratifiziert. Sozialdemokraten, Freidemokraten und auch viele Christdemokraten sorgten jedoch dafür, dass ihm eine Präambel vorangestellt wurde, die auf die Verpflichtungen gegenüber anderen westlichen Ländern hinwies. Die Spiegel-Affäre 1962 stellte den Anfang vom Ende der Ära Adenauer dar: Verteidigungsminister Franz Josef Strauß musste zurücktreten, Adenauer war angeschlagen. Im Zuge der Affäre traten auch alle FDP-Minister zurück. Den Wiedereinstieg der FDP in die Regierung musste Adenauer mit dem Versprechen erringen, 1963 zurückzutreten.
Erhards Stil als Kanzler war konzilianter und nachgiebiger als der Adenauers, so ließ er mehr Diskussionen im Kabinett zu. Eine wichtige Debatte, die heute zu den Sternstunden des Parlaments gezählt wird, war die Aussprache über die Verjährung von Morden in der Zeit des Nationalsozialismus; es obsiegte die Seite derer, die eine De-facto-Verlängerung der Verjährungsfristen verlangten. Auch die beginnende Entspannungspolitik zum Osten hin war Thema im vierten Bundestag.

### Fünfter Deutscher Bundestag (1965–1969)
- SPD: 217
- Union: 251
- FDP: 50

Die Amtszeit des fünften Bundestages, die nach der Wahl am 19. September 1965 begann, war vom Ende der Kanzlerschaft Ludwig Erhards und von der Großen Koalition unter Kurt Georg Kiesinger geprägt. Auf der konstituierenden Sitzung, die von Alterspräsident Konrad Adenauer geleitet wurde, wurde Eugen Gerstenmaier erneut zum Bundestagspräsidenten gewählt. Nach Erhards Rücktritt 1966 wurde schließlich Kiesinger zum dritten Bundeskanzler der Bundesrepublik gewählt. Erstmals kam die SPD mit Vizekanzler Willy Brandt in die Regierungsverantwortung. Die Wahl von Gustav Heinemann zum Bundespräsidenten 1969 gab schon einen Hinweis auf die sozialliberale Koalition ab 1969.
Die für damalige Verhältnisse starke Rezession führte zu einer Regierungskrise, in deren Verlauf im Oktober 1966 die FDP-Minister zurücktraten und Ludwig Erhard nach der Vereinbarung von CDU/CSU und SPD über eine Große Koalition zugunsten von Kurt Georg Kiesinger zurücktrat. Auf diese Weise wurde das Gleichgewicht einer etwa gleichen Stärke von Regierungskoalition und Opposition ausgehebelt: Mehr als 400 Abgeordneten von Union und SPD standen nur noch gut 50 Abgeordnete der FDP entgegen. Zwar nahmen auch die Regierungsfraktionen zunehmend eine kritischere Haltung zur Bundesregierung ein, dennoch entstand eine außerparlamentarische Opposition (APO), die sich aus dem Protest gegen die Große Koalition speiste. Wichtigstes Thema der Großen Koalition war die Verabschiedung der Notstandsgesetze und mit ihr die zweite große Veränderung des Grundgesetzes. Die APO protestierte hier besonders gegen die vermeintliche Möglichkeit eines Staatsstreiches durch Gemeinsamen Ausschuss und Bundesregierung. Die APO trat auch gegen die Verdeckung der Verwicklungen der Elterngeneration in den Nationalsozialismus ein und fand im ehemaligen NSDAP-Mitglied und nunmehrigen Bundeskanzler Kiesinger ein öffentlichkeitswirksames Ziel. Die politisch zumeist links von der SPD angesiedelte APO protestierte jedoch auch gegen den Vietnam-Krieg und den Kapitalismus. Die Diskussion über die Einführung des Mehrheitswahlrechts, die zunächst sehr wahrscheinlich erschien und der FDP zugunsten eines Zweiparteien-Systems die Existenz gekostet hätte, erstickte am Widerstand innerhalb der SPD. Wichtige weitere Themen waren die rechtliche Gleichstellung unehelicher Kinder und das Stabilitätsgesetz, das die wirtschaftspolitischen Maßstäbe der Politik der Bundesregierung setzte. Auch die Finanzverfassung wurde reformiert. Die Entspannung gegenüber dem Ostblock begann, wurde jedoch wiederholt von Rückschlägen unterbrochen.

### Sechster Deutscher Bundestag (1969–1972)
- SPD: 237
- Union: 250
- FDP: 31

Der am 28. September 1969 gewählte sechste Bundestag war ein Bundestag der verfassungsrechtlichen Erstanwendungen: Erstmals wurden ein konstruktives Misstrauensvotum und die Vertrauensfrage des Bundeskanzlers gestellt, erstmals wurde der Bundestag aufgelöst. Schon der Anfang der Legislaturperiode war von Umbrüchen geprägt: Erstmals koalierten SPD und FDP miteinander, erstmals wurde die Union in die Opposition gedrängt. Alterspräsident William Borm saß zwar noch der Wahl des CDU-Politikers Kai-Uwe von Hassel zum Bundestagspräsidenten vor, doch schon anschließend wurde mit Willy Brandt erstmals ein Sozialdemokrat ins Kanzleramt gewählt.

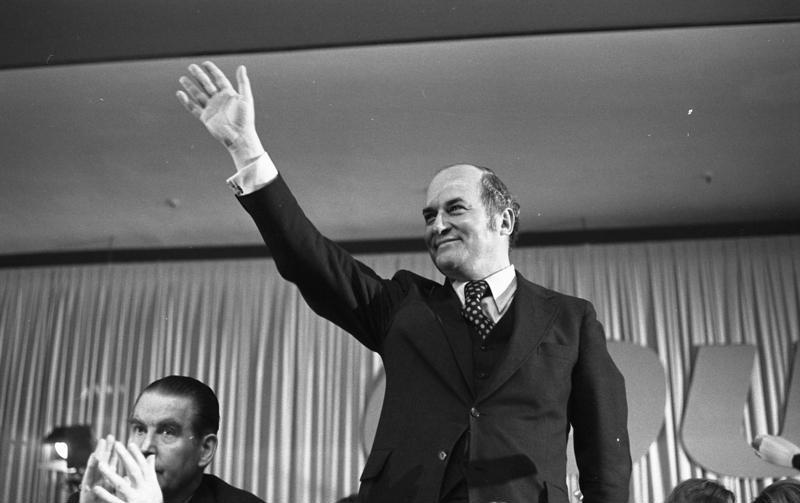
Rainer Barzel, der CDU-Kandidat des Jahres 1972, im Bundestagswahlkampf nach dem gescheiterten Misstrauensvotum

Der Beginn der Regierung Brandt war innenpolitisch davon gekennzeichnet, den von den Regierenden als „Mief“ bezeichneten Rest der Ära Adenauer zu beseitigen. Die neue sozialliberale Regierung wollte nach den Worten der Regierungserklärung Brandts in Staat und Gesellschaft „mehr Demokratie wagen“, das Strafrecht liberalisieren, unter anderem durch Entkriminalisierung von Homosexualität und Gotteslästerung, finanziell schwächer Gestellten mehr Chancen in der Bildungspolitik einräumen, den Sozialstaat ausbauen und den Umweltschutz anpacken. Die wichtigste Neuerung war jedoch ein völlig neues Konzept in der Außenpolitik: die sogenannte Neue Ostpolitik. Willy Brandt gelang es gegen heftigen Widerstand der konservativen Opposition, Verträge mit der Sowjetunion, mit Polen und mit der Tschechoslowakei abzuschließen und auch die Beziehungen zur DDR auf eine neue Grundlage zu stellen.
Einige Angehörige der Regierungsfraktionen verließen aus Protest gegen die Neue Ostpolitik die Koalition und schlossen sich der Opposition aus CDU und CSU an. Diese versuchte schließlich am 27. April 1972, Bundeskanzler Willy Brandt per konstruktivem Misstrauensvotum durch ihren Fraktionsvorsitzenden, Rainer Barzel, zu ersetzen. Durch eine (später bewiesenen Gerüchten zufolge) gekaufte Abstimmung verlor Barzel jedoch knapp das Misstrauensvotum. Schließlich einigten sich Bundesregierung und Opposition auf einen Kompromiss; der Bundestag beschloss die Ostverträge. Dennoch bestand weiterhin ein Patt zwischen Koalition und Opposition, sodass Brandt am 22. September 1972 die Vertrauensfrage stellte und erwartungsgemäß verlor. Bereits einen Tag später löste Bundespräsident Gustav Heinemann den Bundestag auf und schrieb Neuwahlen aus.

### Siebter Deutscher Bundestag (1972–1976)
- SPD: 242
- Union: 234
- FDP: 42

Die konstituierende Sitzung des am 19. November 1972 gewählten 7. Bundestages nach der Bundestagswahl 1972 wurde von Alterspräsident Ludwig Erhard geleitet. Mit Annemarie Renger wurde erstmals eine Frau und erstmals eine Sozialdemokratin in das Amt des Bundestagspräsidenten gewählt. Willy Brandt wurde als Bundeskanzler wiedergewählt. Sein Rücktritt wegen der Spionage-Affäre um Günter Guillaume 1974 führte zur Wahl Helmut Schmidts zum Bundeskanzler. Wenige Wochen später wurde Walter Scheel von der Bundesversammlung zum vierten Bundespräsidenten gewählt.
Außenpolitisch spielten der Grundlagenvertrag mit der DDR, der die Einrichtung Ständiger Vertretungen enthielt, ebenso eine wichtige Rolle wie der Beitritt beider deutscher Staaten zu den Vereinten Nationen. Beide Verträge mussten vom Bundestag ratifiziert werden. Insgesamt deutete sich jedoch an, dass auch die Union der Ostpolitik der sozialliberalen Regierung zunehmend weniger feindselig entgegenstand. Innenpolitisch gab es bei der Diskussion um den Abtreibungsparagrafen 218 im Strafgesetzbuch und die Reform des Scheidungsrechts großen Streit zwischen den beiden Lagern. Ohne grundsätzliche Diskussionen wurde jedoch das Bundesausbildungsförderungsgesetz (BAföG) beschlossen. Der Terrorismus, der bei den Olympischen Spielen in München 1972 bereits sein Antlitz gezeigt hatte, spielte eine wichtigere Rolle, insbesondere durch das Aufkommen der Baader-Meinhof-Gruppe und später der RAF. Doch auch die Ölkrise 1973 hatte große Auswirkungen auf die Politik; die Umweltpolitik trat zunehmend in den Vordergrund.

### Achter Deutscher Bundestag (1976–1980)
- SPD: 224
- Union: 254
- FDP: 40

Der achte Bundestag, der am 3. Oktober 1976 gewählt wurde, wurde von Alterspräsident Ludwig Erhard eröffnet, anschließend wurde Karl Carstens zum sechsten Bundestagspräsidenten gewählt. Er wurde nach der Wahl des deutschen Bundespräsidenten 1979 fünfter Bundespräsident, Richard Stücklen trat seine Nachfolge als Bundestagspräsident an.
Die Legislaturperiode des achten Bundestages fiel in außen- wie innenpolitisch schwierige Zeiten. Während 1977 der Terror der RAF mit der Ermordung von Hanns Martin Schleyer und der Entführung der Lufthansa-Maschine „Landshut“ nach Mogadischu tobte, ging die Bundesregierung und mit ihr der Bundestag gesetzgebungstechnisch „bis an den Rand des verfassungsrechtlich Möglichen“. So wurde beispielsweise durch ein Eilgesetz eine Kontaktsperre über die in Stuttgart-Stammheim einsitzenden RAF-Terroristen verhängt, die somit nicht mit ihren Rechtsanwälten kommunizieren durften. Außenpolitisch sorgten der Einmarsch der Sowjetunion in Afghanistan und der NATO-Doppelbeschluss für ein Wiederaufleben der Friedensbewegung.
Am 12. Juni 1978 trat der CDU-Bundestagsabgeordnete Herbert Gruhl wegen unüberbrückbarer Differenzen aus Partei und Fraktion aus und gründete einen Tag später die Grüne Aktion Zukunft (GAZ). Diese nahm Anfang 1980 an der Gründung der Grünen teil, womit diese durch Gruhl mit einem Abgeordneten im Bundestag vertreten waren. Gruhl, der noch bis Ende 1980 im Bundestag saß sowie die GAZ zogen sich als konservativer Parteiflügel noch im selben Jahr aus der Partei zurück und wirkten zwei Jahre später an der Gründung der Ökologisch-Demokratischen Partei (ÖDP, später ödp) mit, deren erster Vorsitzender Gruhl wurde.

### Neunter Deutscher Bundestag (1980–1983)
- SPD: 228
- Union: 237
- FDP: 54

Der neunte Bundestag, gewählt am 5. Oktober 1980, erlebte zwei Vertrauensfragen sowie ein konstruktives Misstrauensvotum und wurde schließlich Anfang 1983 aufgelöst. In der von Alterspräsident Herbert Wehner geleiteten konstituierenden Sitzung wurde Richard Stücklen wieder zum Bundestagspräsidenten gewählt. Bundeskanzler Helmut Schmidt stellte Anfang 1982 eine positiv beantwortete Vertrauensfrage. Trotzdem war seine Regierung im Oktober 1982 zu Ende: Schmidt wurde durch ein konstruktives Misstrauensvotum von CDU/CSU und seinem ehemaligen Koalitionspartner FDP durch die Wahl von Helmut Kohl zum Bundeskanzler ersetzt. Dieser stellte im Dezember 1982 die Vertrauensfrage und verlor absichtlich. Trotz schwerer verfassungsrechtlicher Bedenken löste Bundespräsident Carstens schließlich den Bundestag auf.
Die Nachwirkungen des NATO-Doppelbeschlusses sorgten innerhalb der SPD, Spannungen über den Bundeshaushalt und den Sozialstaat innerhalb der Koalition für Zermürbung: Schließlich scheiterte die Regierung im Sommer 1982, die FDP wechselte unter schweren innerparteilichen Auseinandersetzungen die Koalition und wurde Partner in einer christlich-liberalen Regierung. Nachdem einige wenige als „dringlich“ bezeichnete Programme durch den Bundestag geschleust worden waren, endete der Bundestag auch schon nach der verfassungsrechtlich nicht unumstrittenen Auflösungsentscheidung des Bundespräsidenten.

### Zehnter Deutscher Bundestag (1983–1987)
- SPD: 202
- Grüne: 28
- Union: 255
- FDP: 35

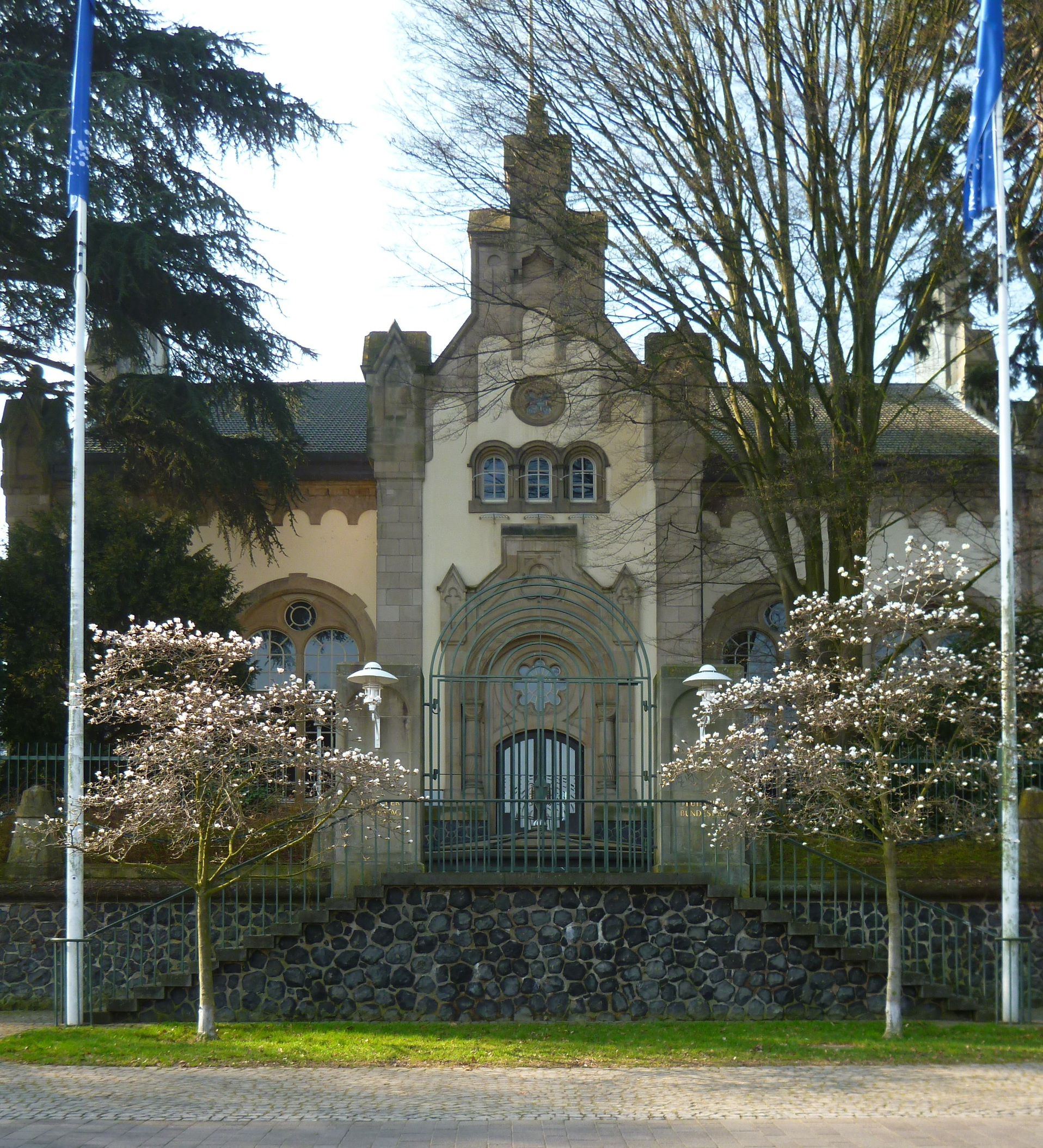
Ehemaliges Wasserwerk: Plenarsaal des Deutschen Bundestages, 1986–1992

Der am 6. März 1983 gewählte zehnte Bundestag, in den mit den Grünen erstmals seit Jahrzehnten wieder eine neue politische Kraft einzog, wurde von Alterspräsident Willy Brandt eröffnet. Anschließend wurde Rainer Barzel zum siebten Bundestagspräsidenten und Helmut Kohl erneut zum Bundeskanzler gewählt. Bei der Wahl des deutschen Bundespräsidenten 1984 wurde Richard von Weizsäcker zum sechsten Bundespräsidenten gewählt. Im selben Jahr trat Barzel wegen seiner Verwicklung in die Flick-Affäre als Bundestagspräsident zurück, sein Nachfolger wurde Philipp Jenninger.
Die Politik der Bundesregierung Kohl und der sie tragenden Mehrheit im Bundestag war in der ersten Hälfte ihrer Amtszeit geprägt vom Versuch, die schon damals relativ hohe Arbeitslosigkeit in den Griff zu bekommen. Dazu wurden verschiedene Gesetze vom Bundestag verabschiedet, die die wirtschaftliche Situation des Landes verbessern sollten. Die Flick-Affäre sorgte für die Einsetzung eines Untersuchungsausschusses. Der 40. Jahrestag des Kriegsendes am 8. Mai 1985 heizte die Diskussion um den Umgang mit dem Zweiten Weltkrieg an.
1986 zog das Parlament in das benachbarte Gebäude des ehemaligen Wasserwerkes um und tagte dort bis 1992. In der Zwischenzeit wurde am Gebäudekomplex des Bundeshauses der alte Plenarsaal, das baufällig gewordene ehemalige Turnhallengebäude, abgerissen und anschließend durch einen Neubau ersetzt. Die erste Sitzung des Hohen Hauses in den Räumlichkeiten des umgebauten Wasserwerkes fand am 9. September 1986 statt. Die Katastrophe von Tschernobyl 1986 verstärkte die Debatte über eine bessere Umweltgesetzgebung. Die für 1983 geplante Volkszählung scheiterte am Volkszählungsurteil des Bundesverfassungsgerichtes. Außenpolitisch blieben die Bundesregierung und der Bundestag bei einem harten Kurs: Der NATO-Doppelbeschluss wurde umgesetzt. Dennoch wurde die Entspannungspolitik mit der DDR vorangetrieben. In diese Legislaturperiode fällt auch der berühmt gewordene, an Bundestagsvizepräsident Richard Stücklen gerichtete Satz des Grünen-Politikers Joschka Fischer: „Mit Verlaub, Herr Präsident, Sie sind ein Arschloch.“ (Stücklen hatte zuvor den Grünen-Abgeordneten Jürgen Reents und Fischer selbst des Bundestages verwiesen.)

### Elfter Deutscher Bundestag (1987–1990)
- SPD: 193
- Grüne: 44
- Union: 234
- FDP: 48

Die Arbeit des elften Bundestages begann nach der Wahl vom 25. Januar 1987 durch die konstituierende Sitzung, die von Alterspräsident Willy Brandt geleitet wurde. Philipp Jenninger wurde wieder zum Bundestagspräsidenten, Helmut Kohl wieder zum Bundeskanzler gewählt. Nach einer Rede zum 50. Jahrestag der sogenannten Reichskristallnacht musste Jenninger 1988 zurücktreten, da ihm sprachliche Ungenauigkeit bei der Benennung der Beweggründe der Täter vorgeworfen wurde. Seine Nachfolgerin wurde Rita Süssmuth. Bei der Wahl des deutschen Bundespräsidenten 1989 wurde Richard von Weizsäcker wiedergewählt.
Die weltpolitischen Ereignisse, in deren Mittelpunkt 1989 und 1990 Deutschland stand, prägten auch die Arbeit des Bundestages. Einer größeren Gesundheitsreform 1989 folgte der Tag der Maueröffnung am 9. November desselben Jahres, bei deren Bekanntwerden im Bundestag die Nationalhymne angestimmt wurde. Wenige Wochen später stellte Helmut Kohl dem Bundestag und der Weltöffentlichkeit sein Zehn-Punkte-Programm zur deutschen Einheit vor. Nach der Genehmigung der Wiedervereinigung durch die Sowjetunion behandelte der Bundestag die durch den rasanten Einigungsprozess notwendigen Gesetzesänderungen. Insbesondere der Einigungsvertrag musste ratifiziert werden. Mit der Wiedervereinigung am 3. Oktober 1990 wurden 144 Mitglieder der letzten Volkskammer der DDR in den Bundestag aufgenommen; zuvor bekamen am 8. Juni die Berliner Bundestagsabgeordneten das volle Stimmrecht.

### Zwölfter Deutscher Bundestag (1990–1994)
- PDS: 17
- SPD: 239
- Bü90: 8
- Union: 319
- FDP: 79

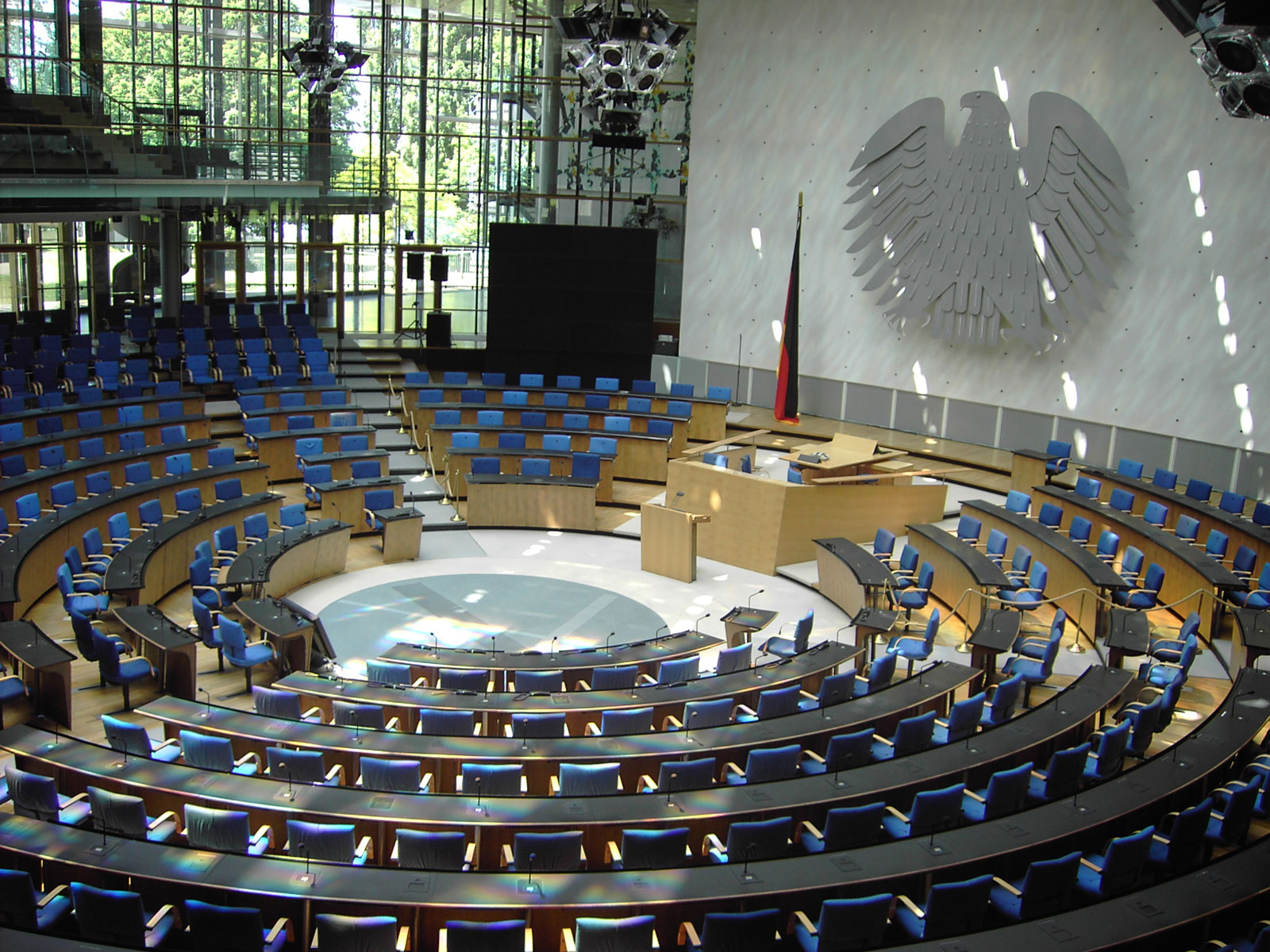
Plenarsaal des Deutschen Bundestages, 1992–1999

Nach der Wahl vom 2. Dezember 1990 nahm am 20. Dezember 1990 zum ersten Mal seit 1932 ein frei gewähltes gesamtdeutsches Parlament seine Arbeit auf. Mit der PDS zog eine weitere politische Kraft in den Bundestag ein, allerdings nicht in Fraktionsstärke. In der von Alterspräsident Willy Brandt geleiteten ersten Sitzung wurde Rita Süssmuth erneut zur Bundestagspräsidentin und einige Wochen später Helmut Kohl erneut zum Bundeskanzler gewählt. Bei der Wahl des deutschen Bundespräsidenten 1994 wurde Roman Herzog zum siebten Bundespräsidenten gewählt. 1992 fand erstmals eine Sitzung im neu erbauten Bundestagsgebäude in Bonn (dem heutigen World Conference Center Bonn) statt.
Hauptaufgabe des neuen Bundestages war die Bewältigung der schweren Aufgaben, die durch die so schnelle Wiedervereinigung auf Deutschland zukamen. Die Wirtschaft in den neuen Bundesländern war zusammengebrochen, ein Aufbau Ost nötig. Die Abwicklung der vielen Staatsbetriebe wurde durch die Treuhandanstalt übernommen. Dennoch musste ein milliardenschwerer Solidarpakt eingeführt werden, mit dem Westdeutschland die Verbesserung der wirtschaftlichen Lage Ostdeutschlands finanzierte. Eine in Betracht gezogene Großrevision des Grundgesetzes fand nicht statt, dafür wurden mehrere kleinere Änderungen in die nunmehr gesamtdeutsche Verfassung übernommen. Erneut kam – wegen der unterschiedlichen Behandlung des Falles in Ost und West – die Frage des Schwangerschaftsabbruchs aufs Tapet. Schließlich fiel die knappe Entscheidung, dass die Bundesorgane bis 1999 von Bonn nach Berlin umziehen sollten. Ein weiteres bedeutendes innenpolitisches Thema war das Asylrecht. Da hierzu das Grundgesetz geändert werden musste, kam es zum Asylkompromiss zwischen Bundesregierung und Opposition. Erstmals seit 1956 wurden wieder Fragen der Generationengerechtigkeit (Demografie, Rentensystem) behandelt. Unter anderem wurde eine allgemeinverbindliche Pflegeversicherung eingeführt. Rechtspolitisch wichtig war die Verbesserung des Schutzes der sexuellen Selbstbestimmung.
Auch außenpolitisch änderte sich für das größere Deutschland einiges: Nach der Ratifikation des Zwei-plus-Vier-Vertrags 1991 stand die Ratifikation des Vertrags von Maastricht zur Gründung der Europäischen Union auf dem Programm. Außerdem wies das Bundesverfassungsgericht dem Bundestag weitere Verantwortung zu, indem es zu jedem Einsatz der Bundeswehr außerhalb des NATO-Gebietes dessen Zustimmung verlangte.
Eine etwas ungewöhnliche Debatte gab es am 25. Februar 1994, als im Bundestag kontrovers über die Verhüllung des Reichstagsgebäudes durch die Künstler Christo und Jeanne-Claude diskutiert wurde. Die Verhüllung fand schließlich im Juni 1995 statt.

### Dreizehnter Deutscher Bundestag (1994–1998)
- PDS: 30
- SPD: 252
- Grüne: 49
- Union: 294
- FDP: 47

Der dreizehnte Bundestag, der aus der Wahl vom 16. Oktober 1994 hervorgegangen war, wählte am 10. November 1994 in seiner konstituierenden Sitzung unter Leitung von Alterspräsident Stefan Heym, Rita Süssmuth erneut zu seiner Präsidentin. Helmut Kohl wurde zum fünften und letzten Mal zum Bundeskanzler gewählt.
Auch der zweite nach der deutschen Wiedervereinigung gewählte Bundestag musste sich mit den Problemen des Aufbaus Ost beschäftigen. Hinzu kam verschärfend die immer deutlicher werdende Globalisierung. Der Bundestag versuchte in Abstimmung mit der Bundesregierung, den Wirtschaftsstandort Deutschland wettbewerbsfähig zu halten und zu stärken sowie gleichzeitig den Sozialstaat so weit wie möglich aufrechtzuerhalten. Eine wichtige Änderung war die Rentenreform von 1997, die gegen den Widerstand der Opposition zustande kam. Außenpolitisch wichtig war die Zustimmung des Bundestages zum Vertrag von Amsterdam und zur Einführung des Euro.

### Vierzehnter Deutscher Bundestag (1998–2002)
- PDS: 36
- SPD: 298
- Grüne: 47
- Union: 245
- FDP: 43

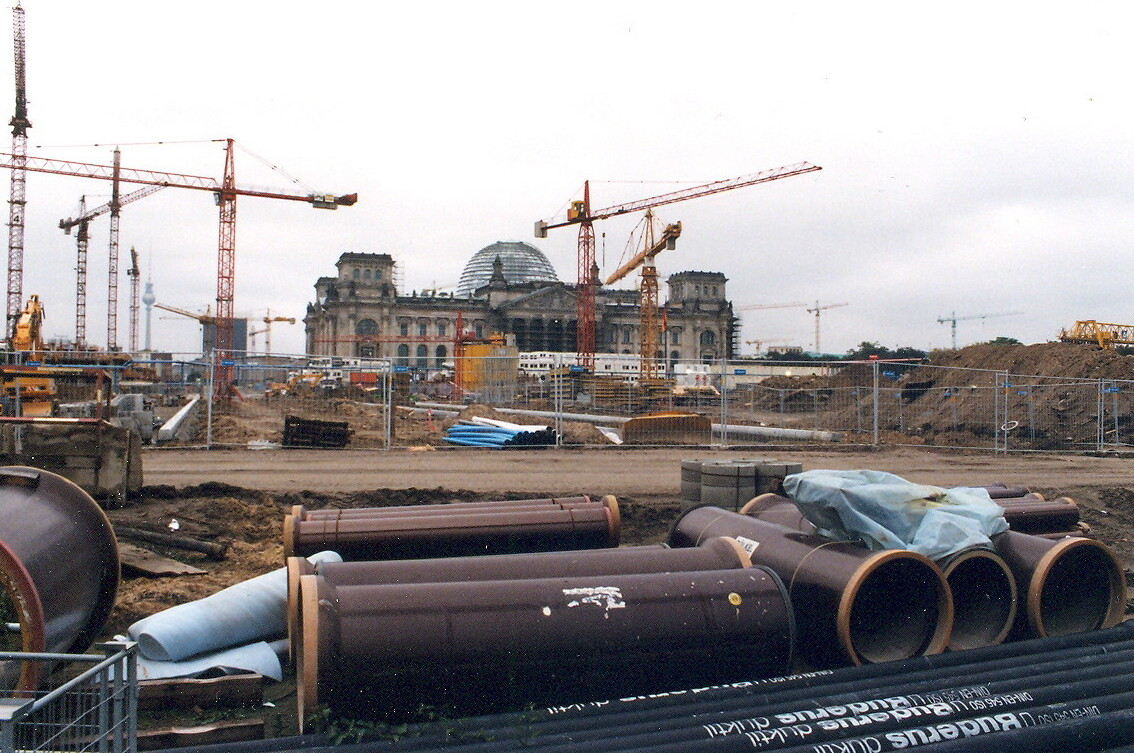
Baustelle am Reichstag, 1999

Aus der Wahl vom 27. September 1998 ging ein völlig veränderter Bundestag hervor. Alterspräsident Fred Gebhardt konnte mit Wolfgang Thierse erstmals seit 26 Jahren einem SPD-Politiker zur Übernahme des Amtes des Bundestagspräsidenten gratulieren. Bedeutender war jedoch, dass Gerhard Schröder zum siebten Bundeskanzler der Bundesrepublik gewählt wurde. 1999 zog der Bundestag in der Sommerpause nach Berlin um, nachdem das Reichstagsgebäude im April eröffnet worden war. Die in unmittelbarer Nachbarschaft im Regierungsviertel neu errichteten Parlamentsgebäude erhielten die Namen Jakob-Kaiser-Haus, Paul-Löbe-Haus und Marie-Elisabeth-Lüders-Haus, benannt nach bedeutenden Parlamentariern. Im selben Jahr wurde Johannes Rau im zweiten Wahlgang zum achten Bundespräsidenten Deutschlands gewählt und vereidigt. 2001 stellte der Bundeskanzler die Vertrauensfrage.
Kernpunkte der neuen rot-grünen Bundesregierung waren die ökologische Steuerreform, der Atomausstieg, die Rücknahme der sozialpolitischen Einschnitte der Vorgängerregierung und ein neues Zuwanderungsgesetz. Hinzu kam die Diskussion über eine Zwangsarbeiterentschädigung. Während die ersten drei Punkte umgesetzt wurden, musste die Koalition beim Zuwanderungsgesetz eine Niederlage durch den nunmehr unionsgeführten Bundesrat einstecken. Außenpolitisch prägend waren Kriegseinsätze, 1999 im Kosovo und 2001 in Afghanistan, nachdem Bundeskanzler Schröder diesen Einsatz der Bundeswehr mit der Vertrauensfrage verbunden hatte. Erst beim Irak-Krieg 2002 stellte sich die Bundesregierung gegen den Kriegskurs der USA. Diese Entscheidung kurz vor der Bundestagswahl wird zusammen mit dem als gut erachteten Krisenmanagement während der Jahrhundertflut als wichtige Grundlage für die knappe Wiederwahl gesehen.

### Fünfzehnter Deutscher Bundestag (2002–2005)
- PDS: 2
- SPD: 251
- Grüne: 55
- Union: 248
- FDP: 47

Die Wahl vom 22. September 2002 konnte von der rot-grünen Regierungskoalition aus SPD und Bündnis 90/Die Grünen knapp gewonnen werden. Daher konnte Alterspräsident Otto Schily auch Bundestagspräsident Wolfgang Thierse und Bundeskanzler Gerhard Schröder zur Wiederwahl gratulieren. 2004 wurde Horst Köhler zum Bundespräsidenten gewählt.
Nach der Wiederwahl entschied sich Bundeskanzler Schröder, ein Reformprogramm anzugehen. Dazu stellte er im März 2003 seine Agenda 2010 vor, die massive Einschnitte ins Sozialsystem enthielt und dabei auch vor der Rücknahme der sozialpolitischen Einschnitte der Regierung Kohl nicht zurückschreckte. Gegen massiven Protest der Gewerkschaften beschloss der Bundestag Gesetze wie Hartz IV, mit denen das Staatswesen saniert werden sollte. Das Zuwanderungsgesetz wurde nach einem Kompromiss mit dem Bundesrat verabschiedet. Die Fortführung des innenpolitischen Reformkurses und der Kampf gegen den Rechtsextremismus – ein Verbotsantrag des Bundestages gegen die NPD scheiterte 2003 – standen ebenso auf dem weiteren Programm wie außenpolitisch die Ratifikation der Europäischen Verfassung. Nach der Niederlage bei der Landtagswahl in Nordrhein-Westfalen stellte der Bundeskanzler 2005 die Vertrauensfrage, die er absichtlich verlor. Anschließend löste Bundespräsident Köhler den Bundestag auf; diese Entscheidung wurde vom Bundesverfassungsgericht bestätigt.

### Sechzehnter Deutscher Bundestag (2005–2009)
- PDS: 54
- SPD: 222
- Grüne: 51
- Union: 226
- FDP: 61

Das Wahlergebnis vom 18. September 2005 brachte weder für die Unionsparteien und die FDP noch für die SPD und Grünen eine Mehrheit. Damit waren die von den genannten Parteien bevorzugten Koalitionen Schwarz-Gelb bzw. Rot-Grün unmöglich geworden. Eine Regierungsbildung mit der gestärkten Linkspartei schlossen die übrigen Parteien aus. Das Ergebnis hätte im Rahmen der Festlegungen der Parteien auch Koalitionsmodelle wie die sogenannte Ampelkoalition aus SPD, FDP und Grünen oder Schwarz-Gelb-Grün (Jamaika-Koalition) erlaubt, stattdessen bildete sich jedoch eine Große Koalition aus CDU/CSU und SPD, was bei vier Stimmen Vorsprung für die CDU die am knappsten erreichte Kanzlerschaft in der Geschichte der Bundesrepublik bedeutete. Alterspräsident Otto Schily konnte Norbert Lammert zur Wahl ins Amt des Bundestagspräsidenten gratulieren. Einen Monat nach der Konstituierung wählte der Bundestag Angela Merkel zur Bundeskanzlerin.
Ein wichtiges Projekt der Großen Koalition war die Beratung und Verabschiedung der Föderalismusreformen: Bei der Föderalismusreform I (2006) ging es insbesondere um die Reform der Gesetzgebungskompetenzen und um die Zustimmungsbedürftigkeit von Gesetzen durch den Bundesrat; mit der Föderalismusreform II (2009) wurden Finanzbeziehungen zwischen Bund und Ländern neu geregelt und eine Schuldenbremse in die Verfassung (Grundgesetz) aufgenommen.
Die Bewältigung der Finanzkrise ab 2007 war eine wichtige Aufgabe dieses Bundestages. Durch die dafür entworfenen Konjunkturpakete wurde die höchste Nettoneuverschuldung seit Bestehen der Bundesrepublik verursacht.
Die Große Koalition verabschiedete eine kritisch bewertete Gesundheitsreform, führte Maßnahmen zum Klimaschutz fort, wobei das geplante Umweltgesetzbuch wegen zu unterschiedlicher Auffassungen zwischen Bund und Ländern nicht zu Stande kam. Weiterhin war die Bekämpfung von Steuerhinterziehungen eine wesentliche Aufgabe. Viele Gesetze zur Verbrechensbekämpfung stießen auf Kritik der Opposition und in Teilen der Regierungskoalition, die eine Einschränkung der Grundrechte beklagte.

### Siebzehnter Deutscher Bundestag (2009–2013)
- Linke: 76
- SPD: 146
- Grüne: 68
- Union: 239
- FDP: 93

Die Wahl vom 27. September 2009 führte trotz historisch niedriger Ergebnisse nicht nur der SPD, sondern auch der CDU/CSU zu einer Mehrheit für die stark von Überhangmandaten profitierende CDU/CSU und die historisch erfolgreiche FDP im Deutschen Bundestag, der sich am 27. Oktober konstituierte. Alterspräsident Heinz Riesenhuber konnte wieder Norbert Lammert (CDU) zum Amt des Bundestagspräsidenten gratulieren; anschließend kam es zu einer Wiederwahl Angela Merkels zur Bundeskanzlerin.
Stark beachtete bzw. umstrittene Entscheidungen des Bundestages waren unter anderem:
- der im Mai 2010 beschlossene Euro-Rettungsschirm mit dem Ziel, eine Staatspleite des Landes Griechenland vorerst zu verhindern und Hilfsmöglichkeiten für andere hochverschuldete Länder der Eurozone zu schaffen
- die Laufzeitverlängerung deutscher Kernkraftwerke im Herbst 2010
- der Atomausstieg nach dem Beginn der Nuklearkatastrophe von Fukushima

### Achtzehnter Deutscher Bundestag (2013–2017)
- Linke: 64
- SPD: 193
- Grüne: 63
- Union: 311

Durch die Bundestagswahl 2013 am 22. September 2013 wurde der achtzehnte Bundestag gewählt, der sich am 22. Oktober 2013 konstituierte. In diesem Bundestag waren die CDU/CSU, die SPD, Bündnis 90/Die Grünen und die Linke vertreten. Die FDP erreichte nur 4,8 % der Stimmen und war erstmals nicht mehr im Deutschen Bundestag vertreten. Ebenso scheiterte die AfD an der Sperrklausel, sodass ein Rekordhoch von 15,7 % der Stimmen nicht bei der Sitzverteilung berücksichtigt wurde. Im Dezember 2013 wurde erneut eine Große Koalition aus den Unionsparteien und der SPD unter Angela Merkel (Kabinett Merkel III) gebildet. Linkspartei und Grüne bilden die Opposition. Das dominierende Thema dieser Legislaturperiode war die Migrations- und Flüchtlingskrise ab 2015. Die Politik der Bundesregierung war heftig umstritten und gab insbesondere der Alternative für Deutschland (AfD) starken Auftrieb. Außen- und europapolitisch dominierte neben der Eurokrise ab 2014 die Annexion der Krim durch Russland und ab 2016 die Krise der EU, die durch das britische EU-Austrittsvotum ausgelöst wurde.

### Neunzehnter Deutscher Bundestag (2017–2021)
- Linke: 69
- SPD: 153
- Grüne: 67
- Union: 246
- FDP: 80
- AfD: 92
- Fraktionslose: 2

Bei der Bundestagswahl am 24. September 2017 erlebte die regierende Große Koalition aus CDU/CSU und SPD den stärksten Stimmenverlust für eine Regierung in der Geschichte der Bundesrepublik; beide Parteien verbuchten historisch schlechte Ergebnisse und unterboten damit noch diejenigen von 2009. In den Bundestag zogen zwei Parteien ein, die in der letzten Legislaturperiode nicht vertreten waren: die FDP und die AfD. Letztere war erstmals im Bundestag vertreten und stimmenanteilsmäßig die drittstärkste Kraft.

### Zwanzigster Deutscher Bundestag (2021–2025)
- Linke: 39
- SPD: 206
- Grüne: 118
- FDP: 92
- Union: 197
- AfD: 82
- Fraktionslose: 2

Während bei der Bundestagswahl 2021 die CDU/CSU mit 197 Sitzen das prozentual schlechteste Ergebnis seit 1949 erreichte, konnte Bündnis 90/Die Grünen ihr bisher höchstes Ergebnis erzielen. Stärkste Kraft ist die SPD. Die Linke blieb unter der Fünf-Prozent-Hürde und konnte mit drei Direktmandaten über die Grundmandatsklausel auch mit Listenmandaten im Bundestag einziehen. Des Weiteren ist zum ersten Mal seit 1949 der von der Sperrklausel ausgenommene Südschleswigsche Wählerverband mit Stefan Seidler im Bundestag vertreten. Am 16. Dezember 2021 wurde auf Antrag der FDP eine Änderung der Sitzordnung beschlossen, nach der die Union zwischen AfD und FDP, jedoch die FDP zwischen Union und Grünen sitzt. Die ab Januar 2022 geltende Änderung wurde mit den Stimmen von FDP, Grünen, SPD und Linken gegen die Stimmen der Union angenommen. Die AfD enthielt sich.
Im Oktober 2023 kündigten 10 Abgeordnete der Linkspartei an, zum neuen Bündnis Sahra Wagenknecht zu wechseln und spätestens im Januar 2024 aus der Fraktion der Linkspartei auszutreten, wodurch diese ihren Fraktionsstatus verlieren würde. Am 14. November 2023 beschloss die Fraktion daher ihre Auflösung zum 6. Dezember. Seit dem 2. Januar 2024 bilden Die Linke und BSW jeweils eine Gruppe. Die Gruppe BSW sitzt links von der Gruppe Die Linke.
Aufgrund des Auseinanderbrechens der Koalition beantragte der Bundeskanzler Olaf Scholz am 11. Dezember 2024 die Vertrauensfrage. In der betreffenden Sitzung am 16. Dezember 2024 sprach der Bundestag ihm das Vertrauen nicht aus, woraufhin Scholz beim Bundespräsidenten die Auflösung des Bundestags beantragte. Bundespräsident Frank-Walter Steinmeier löste den Bundestag antragsgemäß am 27. Dezember 2024 auf. Noch am selben Tag wurde der Wahltermin für die Wahl zum 21. Deutschen Bundestag am 23. Februar 2025 bekanntgegeben.
- Linke: 64
- Grüne: 85
- SPD: 120
- Union: 208
- AfD: 152
- SSW: 1

### Einundzwanzigster Deutscher Bundestag (seit 2025)
Der 21. Bundestag konstituierte sich am 25. März 2025. CDU/CSU sind als stärkste Kraft im Bundestag vertreten. Der Abgeordnete Sieghard Knodel teilte der Präsidentin des 21. Deutschem Bundestag Julia Klöckner mit, dass er mit Wirkung zum 5. Mai 2025 aus der AfD und der AfD-Bundestagsfraktion ausgetreten ist. Seitdem hat die AfD 151 Sitze und Sieghard Knodel ist fraktionsloser Abgeordneter.

### Wahlperioden des Deutschen Bundestages

Bundestagswahlergebnisse und anschließend gebildete Regierungen

Die Dauer der Wahlperiode, der Zeitrahmen der Neuwahl sowie des Zusammentrittes des Bundestages nach der Wahl sind geregelt im Art. 39 GG. Demnach hat der Zusammentritt des neu gewählten Bundestages spätestens 30 Tage nach der Wahl zu erfolgen. § 1 Geschäftsordnung des Deutschen Bundestages schreibt vor, dass „[d]er neugewählte Bundestag […] zu seiner ersten Sitzung vom bisherigen Präsidenten […] einberufen“ wird.
Die Wahlperiode beginnt mit dem erstmaligen Zusammentritt des Bundestages und endete bis 1976 (7. Wahlperiode) nach exakt vier Jahren oder mit seiner vorzeitigen Auflösung, die Bundestagswahl musste im letzten Vierteljahr der Wahlperiode stattfinden. Zwischen dem Ende der Vierjahresperiode und dem Zusammentritt eines neuen Bundestages sowie im Fall der Auflösung gab es eine parlamentslose Zeit, in der der Ständige Ausschuss des Bundestages (nach Art. 45 GG in der bis 1976 geltenden Fassung) „die Rechte des Bundestages gegenüber der Bundesregierung zu wahren“ hatte. Seit 1976 endet die Wahlperiode grundsätzlich erst mit dem Zusammentritt eines neugewählten Bundestages. Von 1976 bis 1998 (8. bis 13. Wahlperiode) hatte die Bundestagswahl frühestens 45, spätestens 47 Monate, seitdem (ab der 14. Wahlperiode) frühestens 46, spätestens 48 Monate nach Beginn der Wahlperiode stattzufinden.
Im März 2021 beschloss der Bundestag per Gesetz die Einführung eines Ordnungsgelds zur Durchsetzung der Hausordnung bei Störungen, die von Abgeordneten im Bundestag (außerhalb des Plenarsaals) ausgehen.
Im Falle einer vorzeitigen Auflösung des Bundestages ist die Neuwahl innerhalb von 60 Tagen abzuhalten. In der Geschichte der Bundesrepublik war dies bisher viermal der Fall (in der 6. Wahlperiode 1972, der 9. Wahlperiode 1983, der 15. Wahlperiode 2005 und der 20. Wahlperiode 2024).
- 01. Wahlperiode: 7. September 1949 bis 7. September 1953
- 02. Wahlperiode: 6. Oktober 1953 bis 6. Oktober 1957
- 03. Wahlperiode: 15. Oktober 1957 bis 15. Oktober 1961
- 04. Wahlperiode: 17. Oktober 1961 bis 17. Oktober 1965
- 05. Wahlperiode: 19. Oktober 1965 bis 19. Oktober 1969
- 06. Wahlperiode: 20. Oktober 1969 bis 23. September 1972
- 07. Wahlperiode: 13. Dezember 1972 bis 13. Dezember 1976
- 08. Wahlperiode: 14. Dezember 1976 bis 4. November 1980
- 09. Wahlperiode: 4. November 1980 bis 29. März 1983
- 10. Wahlperiode: 29. März 1983 bis 18. Februar 1987
- 11. Wahlperiode: 18. Februar 1987 bis 20. Dezember 1990
- 12. Wahlperiode: 20. Dezember 1990 bis 10. November 1994
- 13. Wahlperiode: 10. November 1994 bis 26. Oktober 1998
- 14. Wahlperiode: 26. Oktober 1998 bis 17. Oktober 2002
- 15. Wahlperiode: 17. Oktober 2002 bis 18. Oktober 2005
- 16. Wahlperiode: 18. Oktober 2005 bis 27. Oktober 2009
- 17. Wahlperiode: 27. Oktober 2009 bis 22. Oktober 2013
- 18. Wahlperiode: 22. Oktober 2013 bis 24. Oktober 2017
- 19. Wahlperiode: 24. Oktober 2017 bis 26. Oktober 2021
- 20. Wahlperiode: 26. Oktober 2021 bis 25. März 2025
- 21. Wahlperiode: seit 25. März 2025

### Fraktionen im Deutschen Bundestag
Die CDU, die CSU (seit 1949 in Fraktionsgemeinschaft) und die SPD sind seit dem ersten Bundestag in Fraktionsstärke im Bundestag vertreten. Die FDP konnten im 1. bis zum 17. Bundestag sowie vom 19. bis zum 20. Bundestag eine Fraktion stellen, nicht jedoch im achtzehnten und einundzwanzigsten Bundestag.
Die Deutsche Partei (DP) war in den Bundestagen von 1949 bis 1961 vertreten, seit 1953 jedoch nur dank des Gewinns von Direktmandaten. 1957 gab es eine Absprache mit der CDU, die in einigen Wahlkreisen nicht antrat, damit die dortigen DP-Kandidaten deutlich größere Chancen hatten.
Von 1949 bis 1953 waren die Bayernpartei (BP), das Zentrum, die Wiederaufbauvereinigung (WAV) und die Kommunistische Partei Deutschlands (KPD) in Fraktionsstärke, sowie die Deutsche Reichspartei (DRP), der Südschleswigsche Wählerverband und drei unabhängige Direktkandidaten im Bundestag vertreten. Die Vielzahl der verschiedenen Gruppen ist daraus erklärlich, dass eine Partei nur in einem Bundesland die Fünfprozenthürde überspringen musste, um im Bundestag vertreten zu sein. Diese Regel wurde schon zur Bundestagswahl 1953 abgeschafft. Bereits im Dezember 1951 wurde die Mindestgröße für Fraktionen von 10 auf 15 Mitglieder erhöht, wodurch die WAV und später auch die KPD den Fraktionsstatus verloren, während sich BP und Zentrum zur Fraktion Föderalistische Union vereinigten.
Von 1953 bis 1957 war neben den drei großen Fraktionen und der Deutschen Partei nur der Gesamtdeutsche Block/Bund der Heimatvertriebenen und Entrechteten in Fraktionsstärke im Bundestag vertreten. Hinzu kamen drei Direktkandidaten des Zentrums. Am 1. März 1956 spaltete sich die Fraktion „Arbeitsgemeinschaft Freier Demokraten“, später Freie Volkspartei (FVP), von der FDP ab; am 14. März 1957 fusionierten die Fraktionen von DP und FVP.
Zwischen 1957 und 1961 waren CDU/CSU, SPD, FDP und DP im Bundestag vertreten, von 1961 bis 1983 nur die drei Fraktionen von CDU/CSU, SPD und FDP.
1983 kamen die Grünen (ab 1993 Bündnis 90/Die Grünen) hinzu, die bis auf die Zeit von 1990 bis 1994, als nur im ostdeutschen Wahlgebiet das Bündnis 90 in den Bundestag einzog, stets Fraktionsstärke hatten.
1990 schließlich zog die PDS, die aus der SED hervorgegangen ist, in den Bundestag ein, sie war von 1990 bis 1998 in Gruppenstärke und von 1998 bis 2002 in Fraktionsstärke im Bundestag vertreten. Von 2002 bis 2005 waren nur zwei fraktionslose Mitglieder der PDS Abgeordnete des Bundestages. Seit dem sechzehnten Bundestag (2005–2009) ist sie mit einer gemeinsamen Liste mit der WASG (Fusion im Juni 2007 zu Die Linke) wieder in Fraktionsstärke vertreten. Im Oktober 2023 kündigten 10 Abgeordnete der Linkspartei an, zum Bündnis Sahra Wagenknecht zu wechseln. Am 14. November 2023 beschloss die Fraktion daher ihre Auflösung zum 6. Dezember 2023. Seit 2025 ist die Linke wieder als Fraktion im Bundestag vertreten.
Bei der Bundestagswahl 2017 zog die 2013 gegründete Alternative für Deutschland (AfD) erstmals in den Bundestag ein, wo sie seither eine Fraktion stellt.
Fraktionen und Gruppen im Deutschen Bundestag seit 1949
Schmale Balken kennzeichnen Gruppen.

### Sitzverteilungen in den Deutschen Bundestagen
| 000Bundestag000 | Wahlperiode | Mandate | CDU/CSU | SPD | FDP | Grüne 1 | PDS/Linke 2 | DP | AfD | Sonstige |
| --------------- | ----------- | ------- | ------- | --- | --- | ------- | ----------- | -- | --- | -------- |
| 01. Bundestag   | 1949–1953   | 402     | 140     | 131 | 52  | –       | –           | 17 | –   | 62 3     |
| 02. Bundestag   | 1953–1957   | 487     | 244     | 151 | 48  | –       | –           | 15 | –   | 29 4     |
| 03. Bundestag   | 1957–1961   | 497     | 270     | 169 | 41  | –       | –           | 17 | –   | –        |
| 04. Bundestag   | 1961–1965   | 499     | 242     | 190 | 67  | –       | –           | –  | –   | –        |
| 05. Bundestag   | 1965–1969   | 496     | 245     | 202 | 49  | –       | –           | –  | –   | –        |
| 06. Bundestag   | 1969–1972   | 496     | 242     | 224 | 30  | –       | –           | –  | –   | –        |
| 07. Bundestag   | 1972–1976   | 496     | 225     | 230 | 41  | –       | –           | –  | –   | –        |
| 08. Bundestag   | 1976–1980   | 496     | 243     | 214 | 39  | –       | –           | –  | –   | –        |
| 09. Bundestag   | 1980–1983   | 497     | 226     | 218 | 53  | –       | –           | –  | –   | –        |
| 10. Bundestag   | 1983–1987   | 498     | 244     | 193 | 34  | 27      | –           | –  | –   | –        |
| 11. Bundestag   | 1987–1990   | 497     | 223     | 186 | 46  | 42      | –           | –  | –   | –        |
| 12. Bundestag   | 1990–1994   | 662     | 319     | 239 | 79  | 08      | 17          | –  | –   | –        |
| 13. Bundestag   | 1994–1998   | 672     | 294     | 252 | 47  | 49      | 30          | –  | –   | –        |
| 14. Bundestag   | 1998–2002   | 669     | 245     | 298 | 43  | 47      | 36          | –  | –   | –        |
| 15. Bundestag   | 2002–2005   | 603     | 248     | 251 | 47  | 55      | 02          | –  | –   | –        |
| 16. Bundestag   | 2005–2009   | 614     | 226     | 222 | 61  | 51      | 54          | –  | –   | –        |
| 17. Bundestag   | 2009–2013   | 622     | 239     | 146 | 93  | 68      | 76          | –  | –   | –        |
| 18. Bundestag   | 2013–2017   | 631     | 311     | 193 | –   | 63      | 64          | –  | –   | –        |
| 19. Bundestag   | 2017–2021   | 709     | 246     | 153 | 80  | 67      | 69          | –  | 92  | 02 5     |
| 20. Bundestag   | 2021–2025   | 733 6   | 195     | 206 | 91  | 118     | 39          | –  | 82  | 02 7     |
| 21. Bundestag   | seit 2025   | 630     | 208     | 120 | –   | 85      | 64          | –  | 152 | 1 8      |

### Stärkste Fraktionen und Parteien
Stärkste Fraktion war in der Zeit von 1949 bis 1972, von 1976 bis 1998, von 2005 bis 2021 und wieder ab 2025 die Fraktion der CDU/CSU, während zwischen 1972 und 1976, zwischen 1998 und 2005, sowie zwischen 2021 und 2025 die SPD-Fraktion die stärkste war. Da CDU und CSU verschiedene Parteien sind, war die SPD bei den Wahlen 1949, 1961 bis 1987, 1994 bis 2005 und 2021 jeweils stimmenstärkste Partei, ansonsten die CDU.

### Frühere Tagungsorte
Der Deutsche Bundestag besaß seit seinem Bestehen 1949 insgesamt vier als eigener Plenarsaal ausgebaute Tagungsorte und kam darüber hinaus zu zehn Plenarsitzungen in sechs Plenarwochen an drei anderen Orten zusammen.
Regulärer Tagungsort des Bundestages war seit seiner ersten Sitzung in der 1. Wahlperiode 1949 der nach Plänen von Hans Schwippert erbaute Plenarsaal des Bundeshauses in Bonn. 1953 wurde er umgebaut und erweitert, sodass der Bundestag in diesem Jahr einmalig in Köln im Großen Sendesaal des Funkhauses des damaligen Nordwestdeutschen Rundfunkes zusammenkam.
In der 2., 3. und 4. Wahlperiode fanden von 1955 bis 1965 neun Plenarsitzungen in West-Berlin statt, die erste und sieben weitere im Großen Hörsaal des Physikalischen Instituts der Technischen Universität in Charlottenburg sowie zwei, darunter die letzte, in der Kongresshalle. Dies stieß regelmäßig auf den heftigen Widerspruch von den Regierungen der DDR und der UdSSR, da sie West-Berlin nicht als Staatsgebiet der Bundesrepublik anerkannten; die letzte dort abgehaltene Sitzung 1965 wurde im Rahmen eines Großmanövers des Warschauer Pakts durch sowjetische Düsenflugzeuge im Überschall und im Tiefflug gestört.
Im Viermächteabkommen über Berlin von 1971 verpflichteten sich die Westmächte, keine Plenarsitzungen des Bundestages in Berlin mehr zuzulassen. Daher tagte der Bundestag von der 5. bis zur 10. Wahlperiode ausschließlich in Bonn. Dort wurde 1986 aufgrund des bevorstehenden Abbruchs des bisherigen Plenarsaals das umgebaute Alte Wasserwerk als Ersatzplenarsaal in Betrieb genommen, das bis zur Fertigstellung eines neuen Plenarsaals nach Plänen von Günter Behnisch als Ausweichquartier diente.
Nach der Wiedervereinigung in der 11. Wahlperiode kam der nunmehr gesamtdeutsche Bundestag 1990 erstmals im Berliner Reichstagsgebäude zusammen, in dem auch in den Folgejahren zu besonderen Anlässen Plenarsitzungen stattfanden. Der neue Plenarsaal des Bundestages in Bonn wurde schließlich in der 12. Wahlperiode 1992 fertiggestellt und diente ab 1993 als regulärer Tagungsort.
Nach dem Umzug des Bundestages im Zuge der Verlegung des Parlament- und Regierungssitzes in der Sommerpause 1999 (14. Wahlperiode) nach Berlin finden die Plenarsitzungen im umgebauten Reichstagsgebäude statt. Für eine Sondersitzung zur Vereidigung von Annegret Kramp-Karrenbauer als neue Verteidigungsministerin am 24. Juli 2019 versammelte sich der Bundestag einmalig in der Halle des Paul-Löbe-Hauses, weil in den sitzungsfreien Wochen Bauarbeiten im Plenarsaal des Reichstagsgebäudes stattfanden.

## Film
- Demokratie, wie funktioniert das? – Hinter den Kulissen des Bundestages. ARD-Dokumentation 2003. Buch und Regie: Torsten Sasse.